# Умершие в июне 2019 года
Это список известных людей, соответствующих установленным критериям значимости (см. Википедия:Критерии значимости персоналий), умерших в июне 2019 года.
Причина смерти указывается лишь в исключительных случаях (убийство, самоубийство, гибель в результате военных действий, смертная казнь, ДТП или несчастные случаи). В остальных случаях — не указывается.

## 30 июня

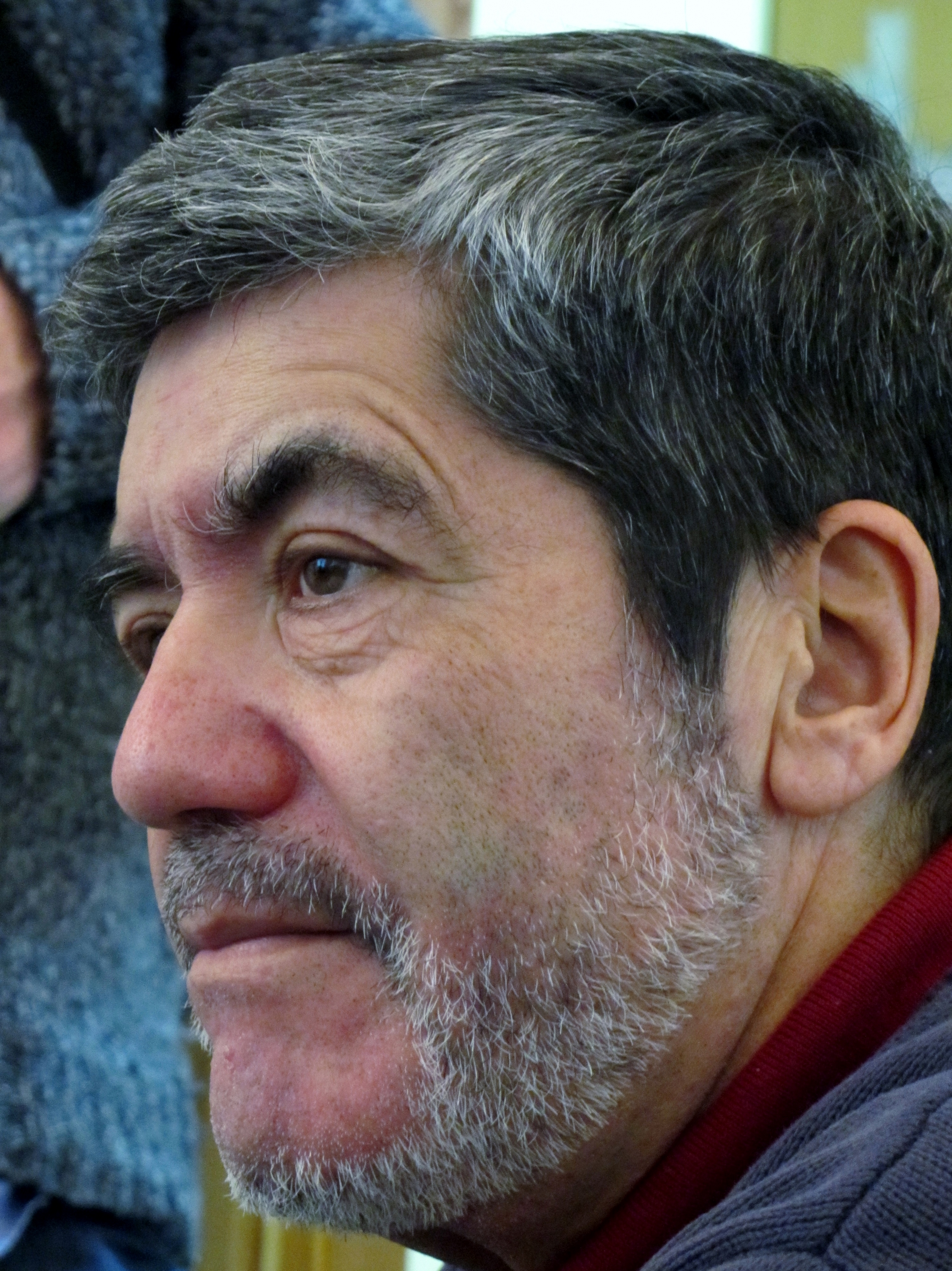
Себастьян Аларкон

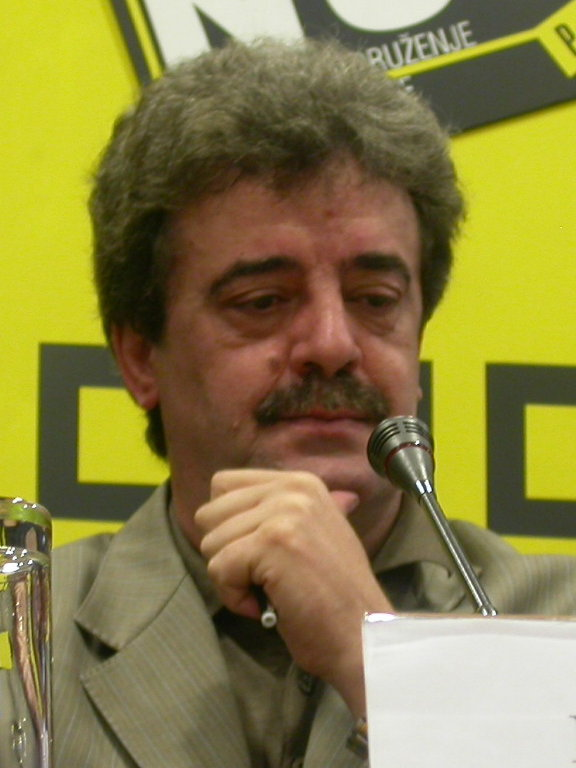
Момир Булатович

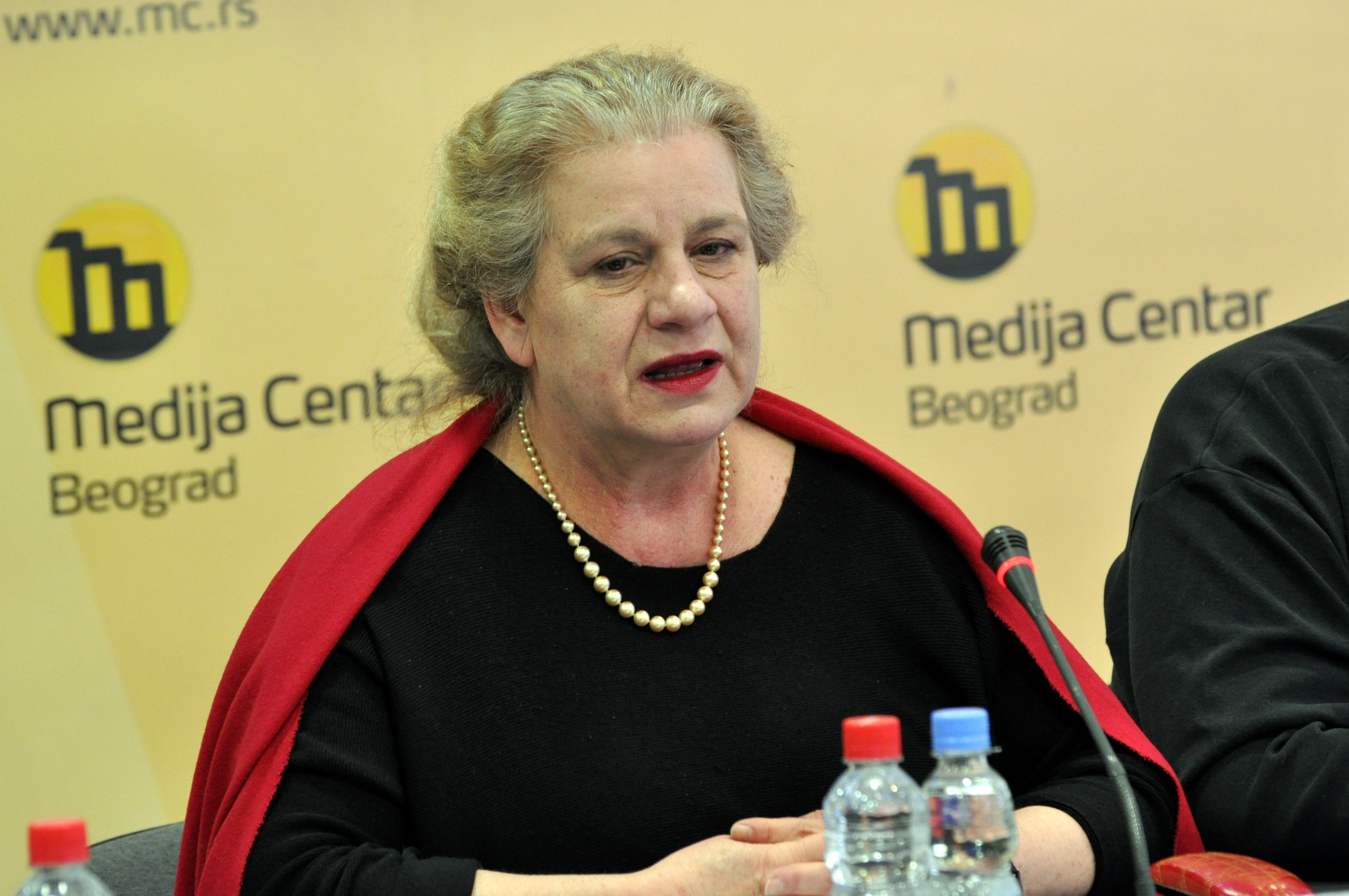
Борка Павичевич

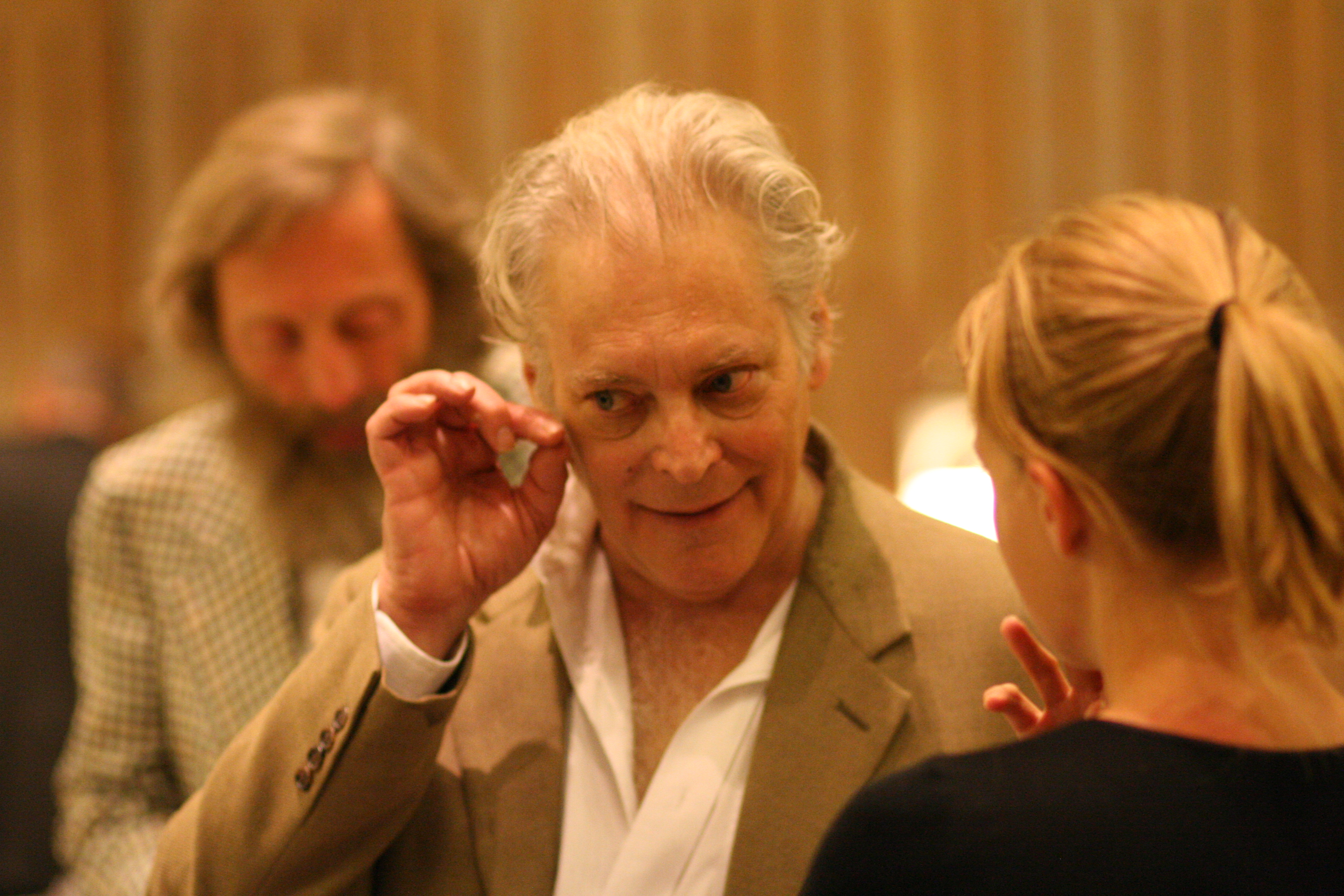
Митчелл Фейгенбаум

- Аларкон, Себастьян (70) — чилийский кинорежиссёр, сценарист, продюсер и композитор[1].
- Аманулла (59) — российский татарский писатель[2].
- Бондаренко, Алексей Маркович — советский и российский писатель, биограф Виктора Астафьева[3].
- Булатович, Момир (62) — черногорский государственный деятель, первый президент Черногории (1990—1998) в период, когда Черногория была частью Союзной Республики Югославия, премьер-министр Союзной Республики Югославия (1998—2000)[4].
- Гамалея, Борис (88) — французский реюньонский поэт, лингвист и литературовед, фольклорист, общественный деятель[5].
- Иванов, Серафим Иванович (87) — советский и российский организатор сельскохозяйственного производства, председатель колхоза «Передовик» Псковского района Псковской области (1963—2008), народный депутат России (1990—1993)[6].
- Калиновский, Станислав Фёдорович (80) — советский и украинский аккордеонист, поэт и бард, художественный руководитель вокально-инструментального ансамбля «Ретро»[7].
- Компанец, Олег Николаевич (78) — советский и российский физик-экспериментатор, выполнил пионерские работы в области лазерной спектроскопии сверхвысокого разрешения[8].
- Мордильо, Гильермо (86) — аргентинский художник-карикатурист[9].
- Павичевич, Борка (72) — сербский деятель культуры, драматург и театральный режиссёр[10].
- Поладов, Фархад Рахиб оглу (35) — азербайджанский спортсмен, чемпион мира по смешанным единоборствам MMA, ДТП[11].
- Ульянов, Юрий Владимирович (83) — советский и российский тренер по хоккею с мячом, мастер спорта СССР, заслуженный тренер РСФСР[12].
- Фейгенбаум, Митчелл (74) — американский специалист в области физико-математических наук. Один из пионеров теории хаоса[13].
- Чечулин, Егор Иннокентьевич (58) — советский и российский художник, мастер резьбы по кости[14].

## 29 июня

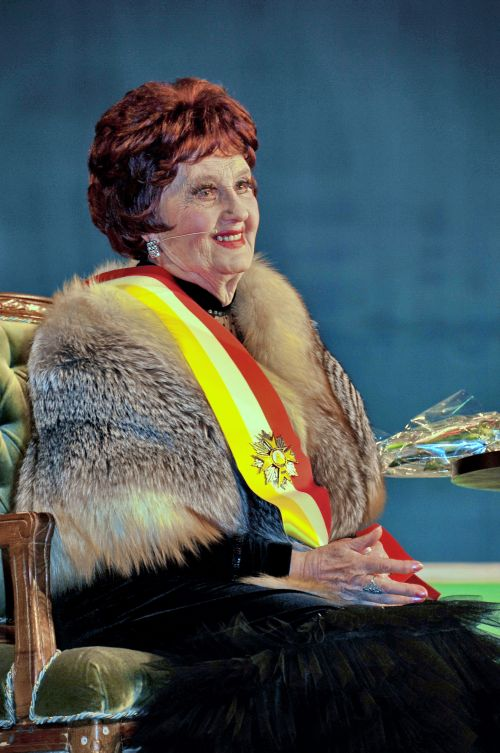
Евгения Дембская

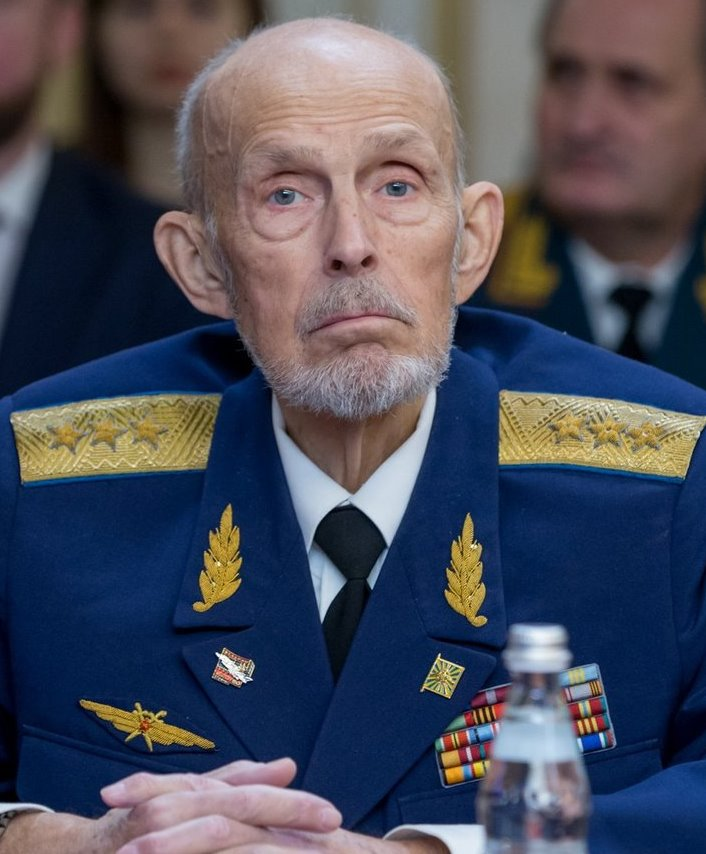
Виктор Синицын

- Бабу Нараянан (59) — индийский кинорежиссёр[15].
- Дембская, Евгения Михайловна (98) — советская и украинская актриса, ведущая солистка Одесского академического театра музыкальной комедии, народная артистка Украины (2000)[16].
- Джакович, Борислав (72) — сербский футбольный тренер[17].
- Лангберг, Йеспер (78) — датский киноактёр[18].
- Нуммисто, Илкка (75) — финский гребец-байдарочник, участник четырёх летних Олимпийских игр[19].
- Сапронов, Николай Сергеевич (81) — российский нейрофармаколог, член-корреспондент РАМН (1999—2014), член-корреспондент РАН (2014)[20].
- Симонсуури, Кирсти (73) — финская писательница[21].
- Синицын, Виктор Павлович (79) — советский и российский военачальник, начальник Главного штаба ВВС — первый заместитель главнокомандующего ВВС (1998—2000), лауреат премии Правительства Российской Федерации (2012). Генерал-полковник[22].
- Унгефук, Александр Христианович (71) — советский и казахстанский тренер по лыжному спорту, заслуженный тренер Казахской ССР[23].
- Хенифин, Стив — американский композитор[24].
- Чон Ми-сон (48) — южнокорейская актриса; самоубийство[25].

## 28 июня
- Бенджамин, Пол (81) — американский киноактёр[26].
- Бызов, Леонтий Георгиевич (64) — российский социолог[27].
- Мартинек, Лиза (47) — немецкая актриса[28].
- Качалин, Евгений Владимирович (54) — российский певец и композитор[29].
- Солощенко, Вячеслав (87) — советский и российский художник и искусствовед[30].
- Типпинг, Колин (78) — американский писатель[31].
- Чуба, Франтишек (83) — хозяйственный и государственный деятель Чехословакии и Чехии, сенатор Чехии (2014—2018)[32].

## 27 июня

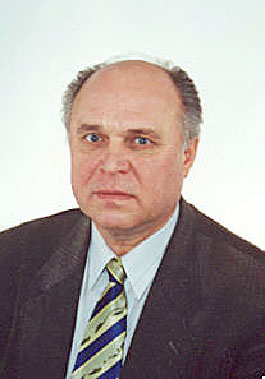
Владимир Качуровский

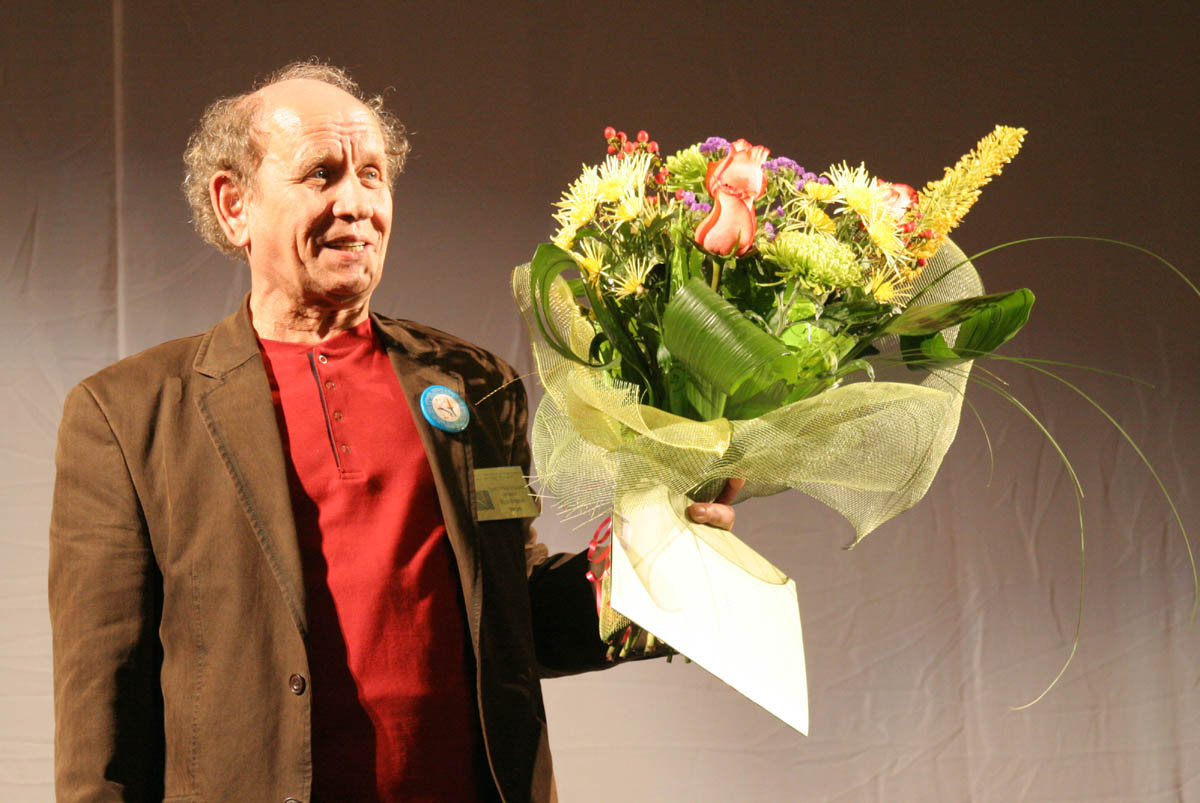
Юрий Ошеров

- Вестергард, Питер (88) — американский композитор и музыковед[33].
- Глоцко, Петер (73) — словацкий писатель и сценарист[34].
- Голомб, Давид (86) — израильский политический деятель, депутат Кнессета (1968—1969, 1977—1981), сын Элиаху Голомба[35].
- Качуровский, Владимир Иванович (78) — советский и российский организатор образования, проректор Пермского государственного университета (1992—2002), Почётный гражданин Пермского края (2009)[36].
- Митич, Вукица (65) — югославская баскетболистка, бронзовый призёр летних Олимпийских игр в Москве (1980)[37].
- Мишурис, Вадим Яковлевич (83) — советский и российский спортивный функционер, мастер спорта СССР по хоккею, председатель Московского отделения физкультурно-спортивного общества «Спартак»[38].
- Ошеров, Юрий Петрович (76) — советский и российский актёр, режиссёр и педагог, художественный руководитель Саратовского ТЮЗа, народный артист Российской Федерации (1995); несчастный случай[39].
- Скределис, Янис (79) — советский и латвийский футбольный тренер, заслуженный тренер Латвийской ССР[40].
- Степанян, Степан Бабаевич (91) — советский и армянский публицист, доктор исторических наук, профессор[41].
- Тун Даомин (82) — китайский театральный критик и литературный переводчик[42].
- Федотов, Анатолий Михайлович (70) — советский и российский учёный в области вычислительных технологий, член-корреспондент РАН (2003)[43].
- Шакурова, Хаджар Закировна (79) — советская и российская татарская актриса, артистка Татарского республиканского театра драмы имени Карима Тинчурина, заслуженная артистка Татарской АССР (1979)[44].
- Hella Sketchy (Джейкоб Туресон) (18) — американский рэпер и SoundCloud-продюсер[45].

## 26 июня

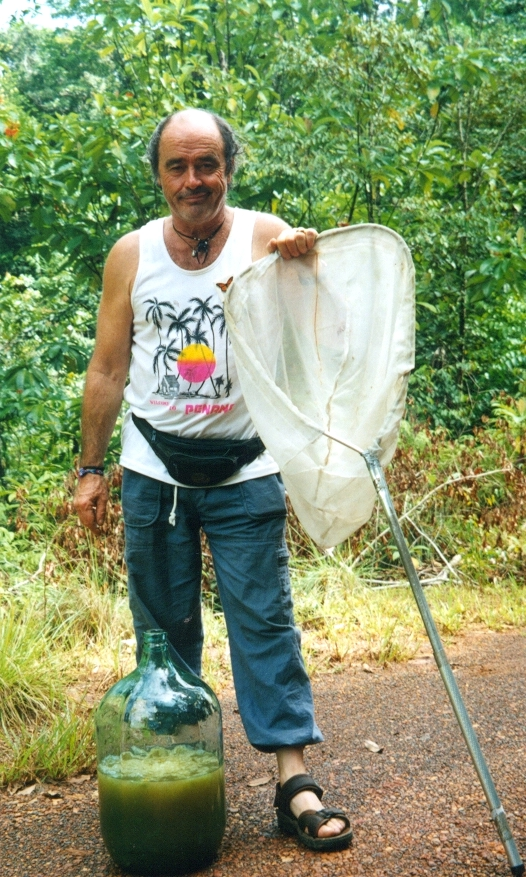
Жорж Броссар

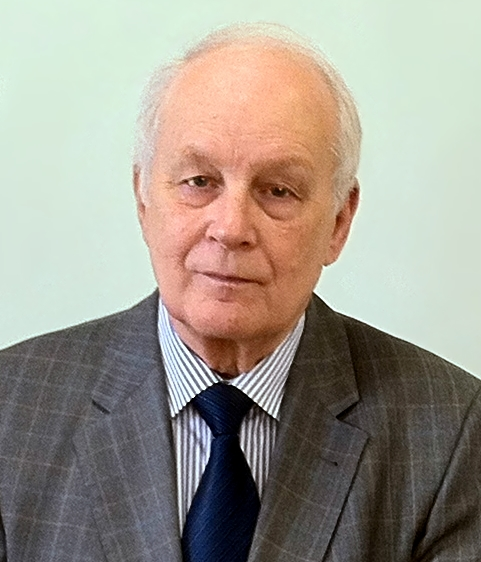
Андрей Сахаров

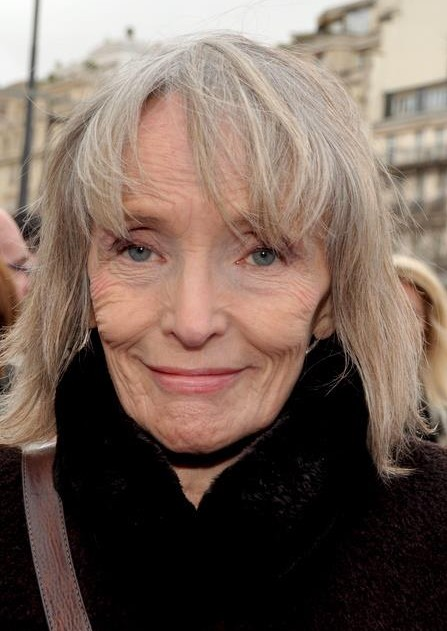
Эдит Скоб

- Баренхольц, Бен (83) — американский продюсер советского происхождения[46][47].
- Бентон, Флетчер (88) — американский скульптор, один из пионеров кинетического искусства[48].
- Биндзар, Юрай (76) — словацкий писатель, сценарист и режиссёр[49].
- Броссар, Жорж (79) — канадский энтомолог, популяризатор энтомологии[50].
- Виджая Нирмала (75) — индийская актриса и кинорежиссёр[51][52].
- Добромиров, Владимир Дмитриевич (72) — советский и российский искусствовед, директор Воронежского областного художественного музея имени И. Н. Крамского (2007—2018)[53][54].
- Лебедев, Геннадий Фёдорович (89) — советский передовик промышленного производства, Герой Социалистического Труда (1966)[55].
- Мазай, Нина Николаевна (69) — советский и белорусский государственный деятель и дипломат, первый секретарь ЦК ЛКСМ Белоруссии, Чрезвычайный и Полномочный посол Республики Беларусь во Франции и Канаде (2001—2008), постоянный представитель Республики Беларусь при ЮНЕСКО (1991—1997)[56].
- Нигматуллин, Нурмухамет Магафурович (72) — российский башкирский религиозный и общественный деятель, муфтий и председатель Духовного управления мусульман Башкортостана (1992—2019)[57].
- Райт, Макс (75) — американский актёр[58].
- Ромашов, Иван Андреевич (101) — советский пограничник, участник Великой Отечественной войны, один из героев обороны Советского Заполярья, воевавший на полуостровах Средний и Рыбачий[59].
- Сахаров, Андрей Николаевич (89) — советский и российский историк, директор Института российской истории РАН (1993—2010), член-корреспондент РАН (1991)[60].
- Симиоли, Лоредана (45) — итальянская актриса[61].
- Скоб, Эдит (81) — французская актриса ][62].
- Филдинг, Дуглас (73) — британский актёр[63][64].
- Харченко, Валерий Николаевич (81) — советский и российский актёр, кинорежиссёр и сценарист, заслуженный деятель искусств Российской Федерации (2002)[65].
- Холидис, Хараламбос (62) — греческий борец греко-римского стиля, двукратный бронзовый призёр Олимпийских игр: в Лос-Анджелесе (1984) и в в Сеуле (1988)[66].
- Чапман, Бет (51) — американская охотница за головами и участница реалити-шоу[67].

## 25 июня

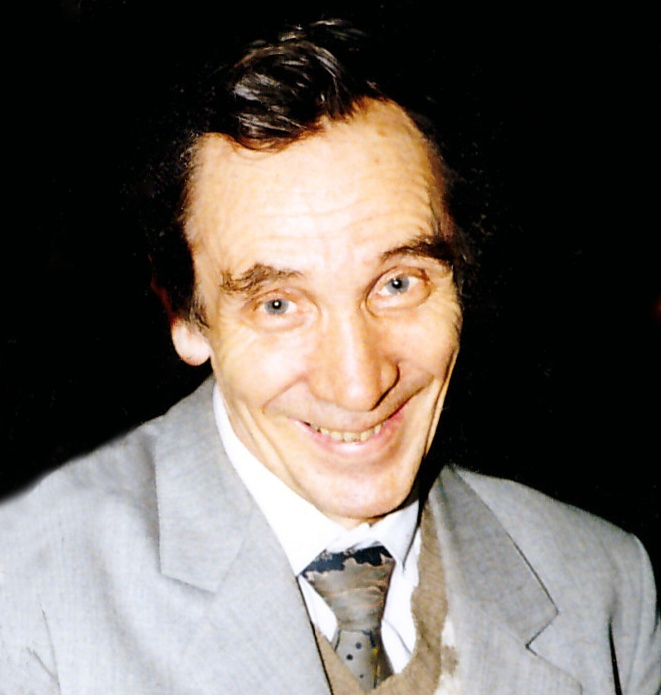
Игорь Барсков

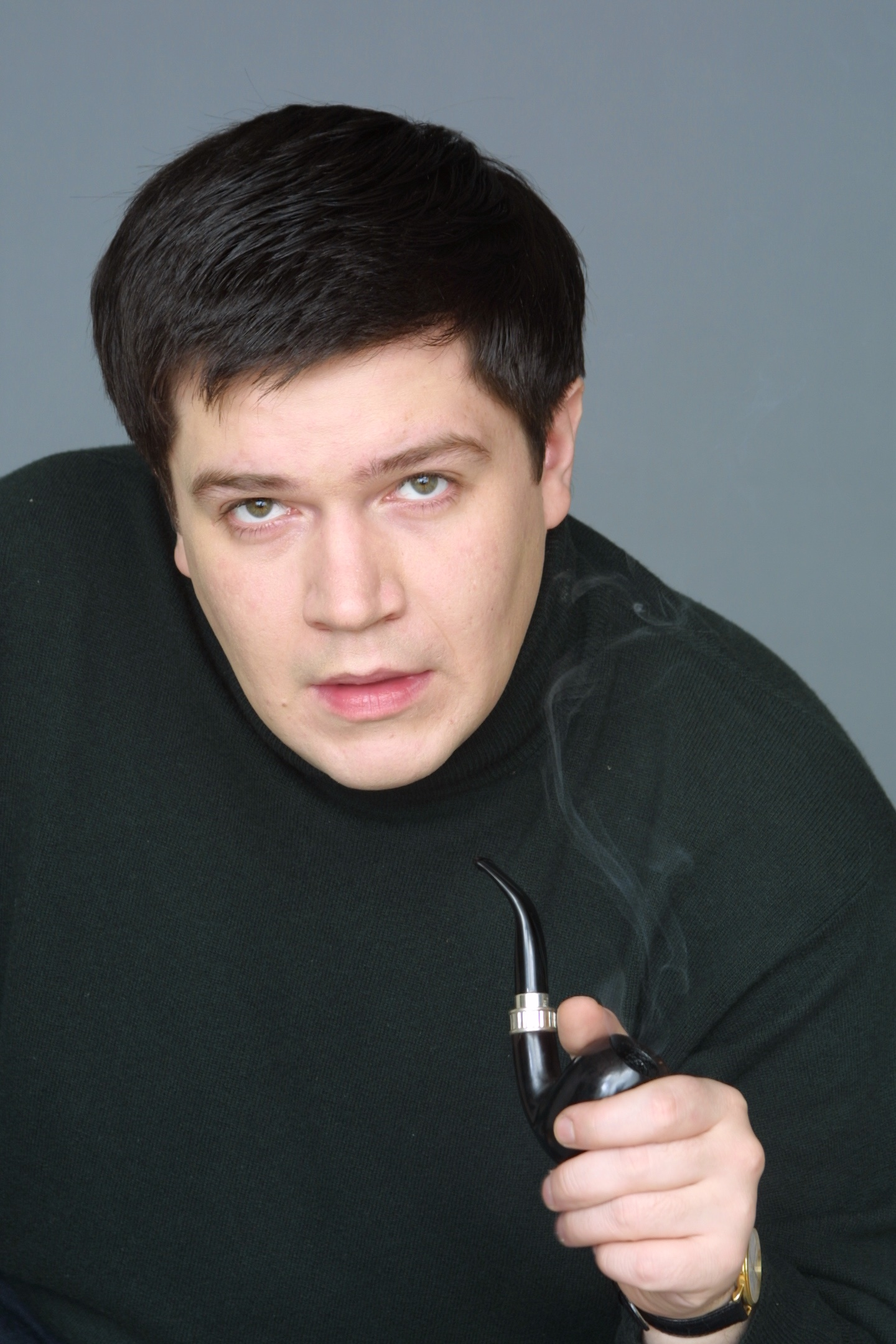
Илья Калинников

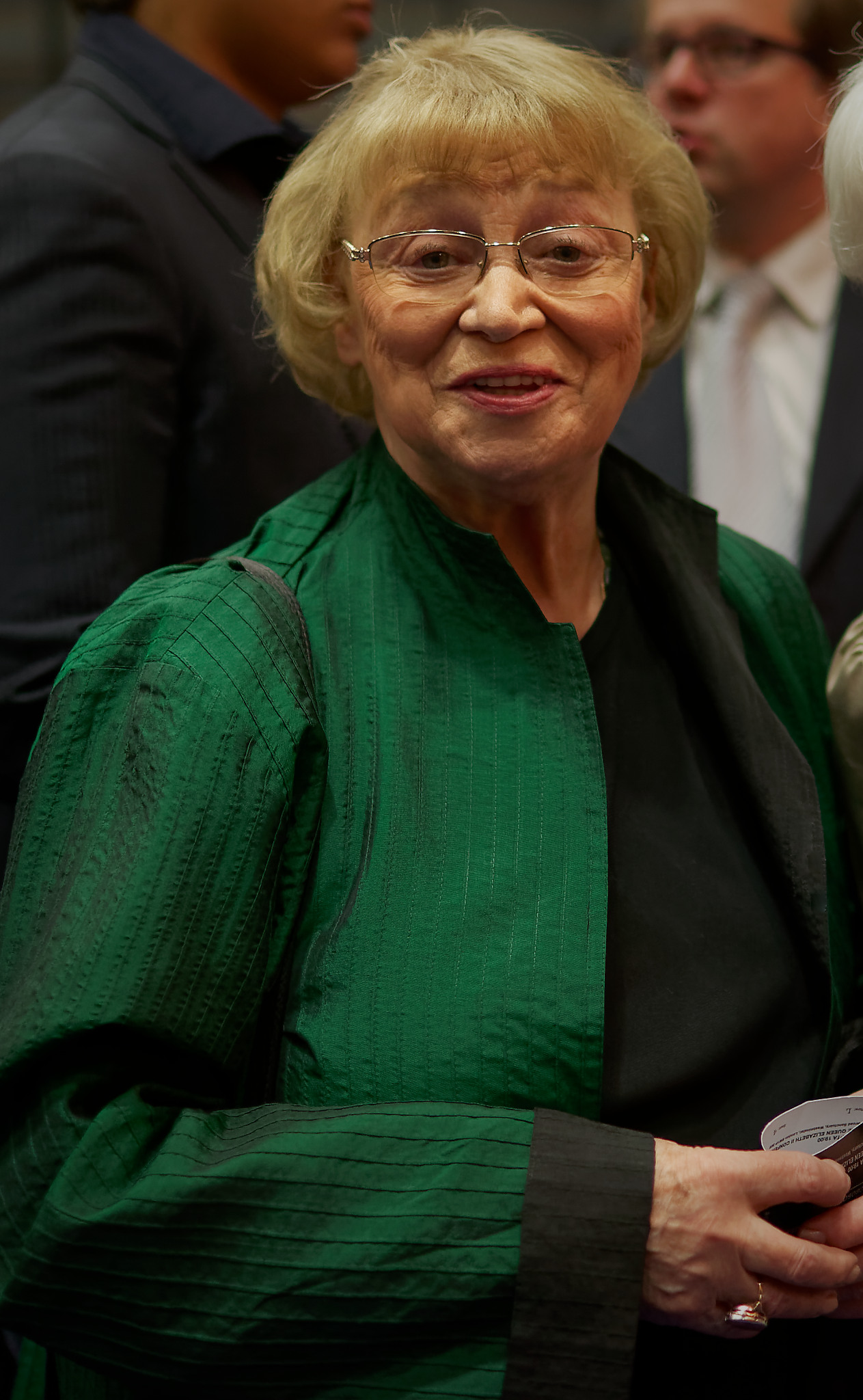
Алла Покровская

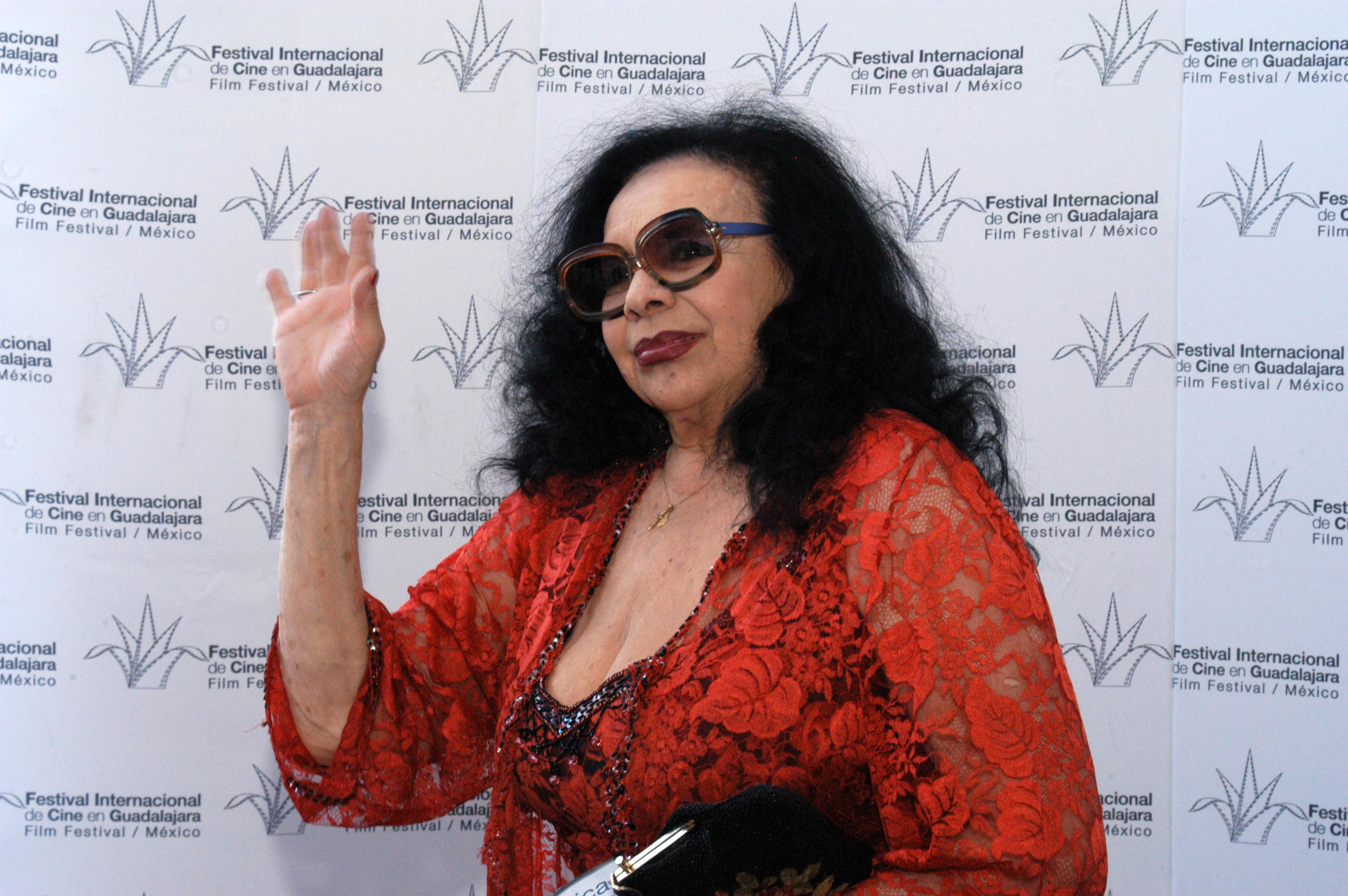
Изабель Сарли

- Барсков, Игорь Сергеевич (82) — советский и российский палеонтолог, доктор биологических наук, профессор, заведующий кафедрой палеонтологии геологического факультета МГУ (с 1989). Заслуженный деятель науки Российской Федерации (1998)[68].
- Захаров, Александр Николаевич (69) — советский и российский художник-иллюстратор, график, автомобильный дизайнер и организатор автоспорта[69].
- Кадерский, Владислав Тимофеевич (81) — советский и российский джазовый дирижёр и композитор[70].
- Калинников, Илья Владимирович (46) — российский рок-музыкант, основатель и лидер группы «Високосный год»[71].
- Кейзер, Брюно де (69) — французский кинооператор[72].
- Лапычак, Степан Андрианович (65) — советский и украинский архитектор[73].
- Маршалл, Брайан (81) — британский киноактёр[74].
- Покровская, Алла Борисовна (81) — советская и российская актриса, артистка МХТ имени А. П. Чехова, народная артистка РСФСР (1985)[75].
- Сарли, Исабель (89) — аргентинская актриса и модель[76].
- Сонгайла, Рингаудас-Бронисловас Игнович (90) — советский литовский государственный и партийный деятель, первый секретарь ЦК КП Литвы (1987—1988), председатель Президиума Верховного Совета Литовской ССР (1985—1987), председатель Совета Министров Литовской ССР (1981—1985)[77].

## 24 июня

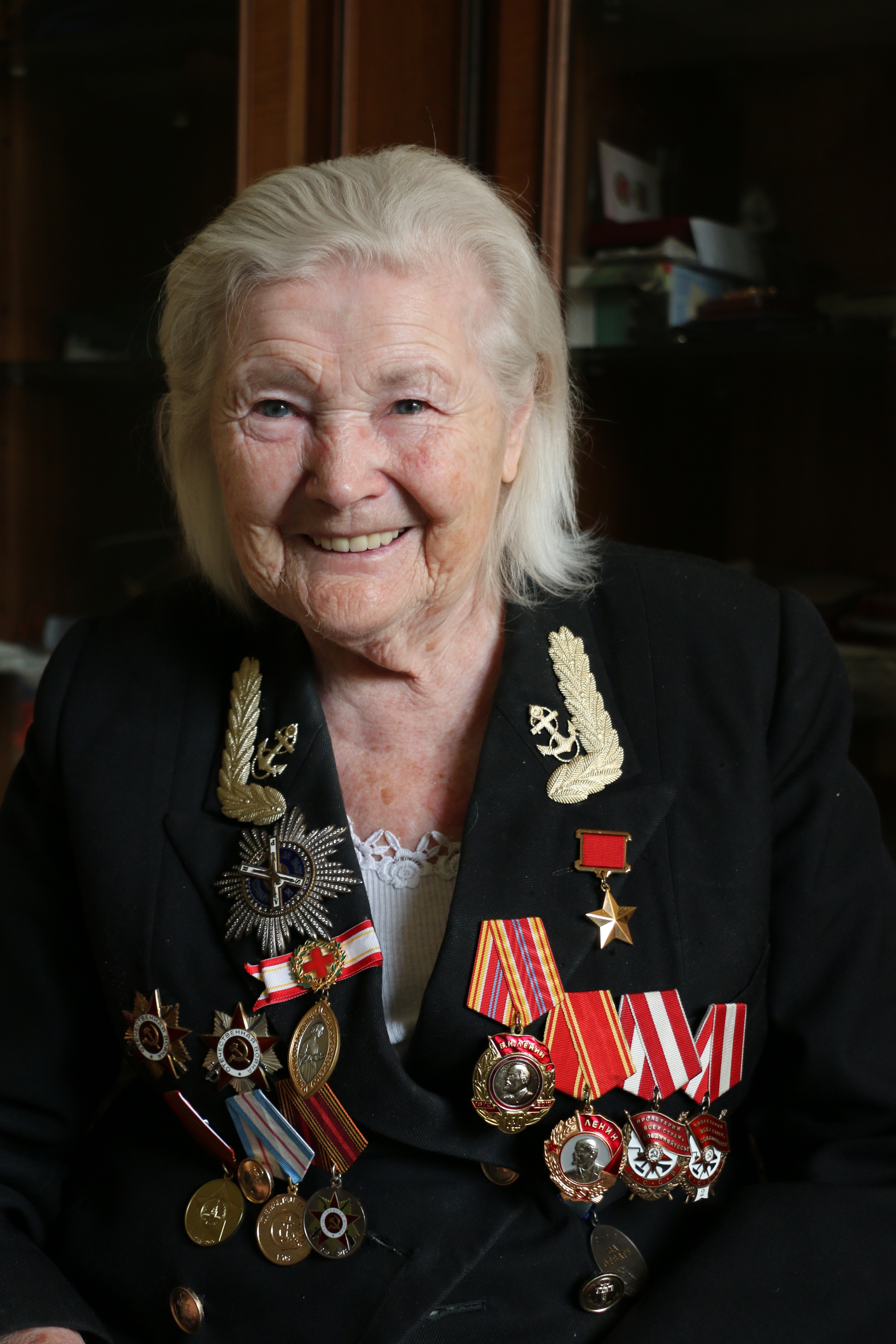
Екатерина Дёмина

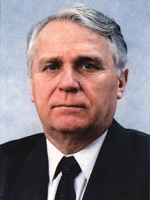
Александр Рябов

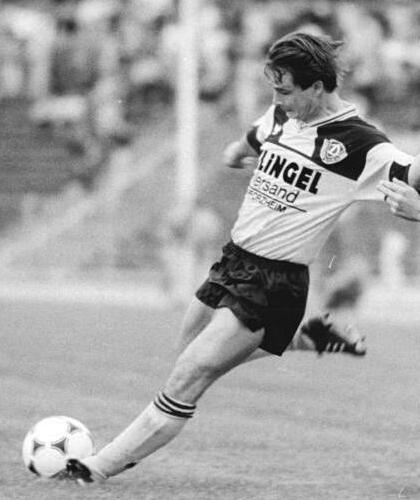
Йорг Штюбнер

- Арнотт, Джанет (63) — канадская кёрлингистка и тренер по кёрлингу, чемпионка мира по кёрлингу в шотландском Перте (1984)[78].
- Асланова, Замина Сардар кызы (79) — советский передовик сельскохозяйственного производства, бригадир хлопководов колхоза имени 26 бакинских комиссаров Сабирабадского района АзербайджанскойССР, Герой Социалистического Труда (1980) (о смерти объявлено в этот день)[79].
- Вараджич, Жарко (67) — югославский баскетболист, серебряный призёр летних Олимпийских игр в Монреале (1976)[80].
- Дёмина, Екатерина Илларионовна (93) — участница Великой Отечественной войны, старший санинструктор сводной роты Берегового отряда сопровождения Дунайской военной флотилии, Герой Советского Союза (1990)[81].
- Драго, Билли (73) — американский актёр[82].
- Малков, Виктор Павлович (87) — советский и российский юрист, декан юридического факультета Казанского государственного университета (1972—1983), заслуженный деятель науки Российской Федерации[83].
- Миколенко, Павел Николаевич (89) — советский колхозник-механизатор, Герой Социалистического Труда (1967)[84].
- Ивановский, Аркадий (59) — белорусский музыкант, гитарист группы «Песняры»; несчастный случай[85].
- Пасечник, Виктор Александрович (79) — советский и украинский актёр театра и кино, артист Николаевского академического театра драмы (1977—2019), народный артист Украины[86].
- Рябов, Александр Иванович (82) — советский и российский государственный деятель, председатель Тамбовского облисполкома (1985—1991), губернатор Тамбовской области (1995—1999)[87].
- Темкина, Валентина Васильевна (73) — советский и российский архитектор[88].
- Терентьев, Олег Александрович (83) — российский военачальник, начальник штаба — первый заместитель Государственного лётно-испытательного центра Министерства обороны Российской Федерации имени В. П. Чкалова (1993—2005). Лауреат Премии Правительства РФ (2012) Список похороненных на Федеральном военном мемориальном кладбище.
- Токаев, Владислав Каурбекович (63) — российский тренер по вольной борьбе, заслуженный тренер РСФСР, мастер спорта СССР[89].
- Труувяли, Ээрик-Юхан (81) — эстонский юрист, канцлер юстиции Эстонии (1993—2000)[90].
- Уэрта Торрес, Хосе (71) — перуанский военный деятель, министр обороны Перу (с 2018 года)[91].
- Чавдар, Айхан (89) — турецкий педиатр и гематолог[92].
- Штюбнер, Йорг (53) — восточногерманский футболист, игрок «Динамо» Дрезден и сборной ГДР[93].
- Эрёд, Иван (83) — венгерский и австрийский композитор и пианист[94].

## 23 июня

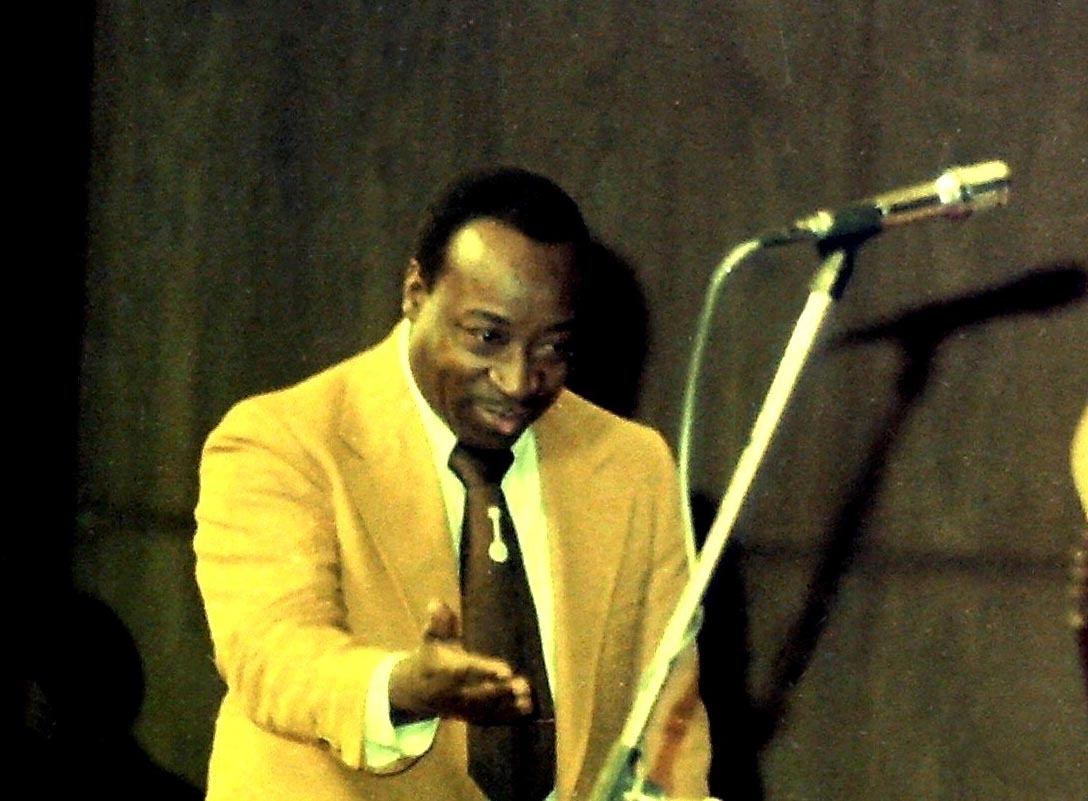
Дейв Бартоломью

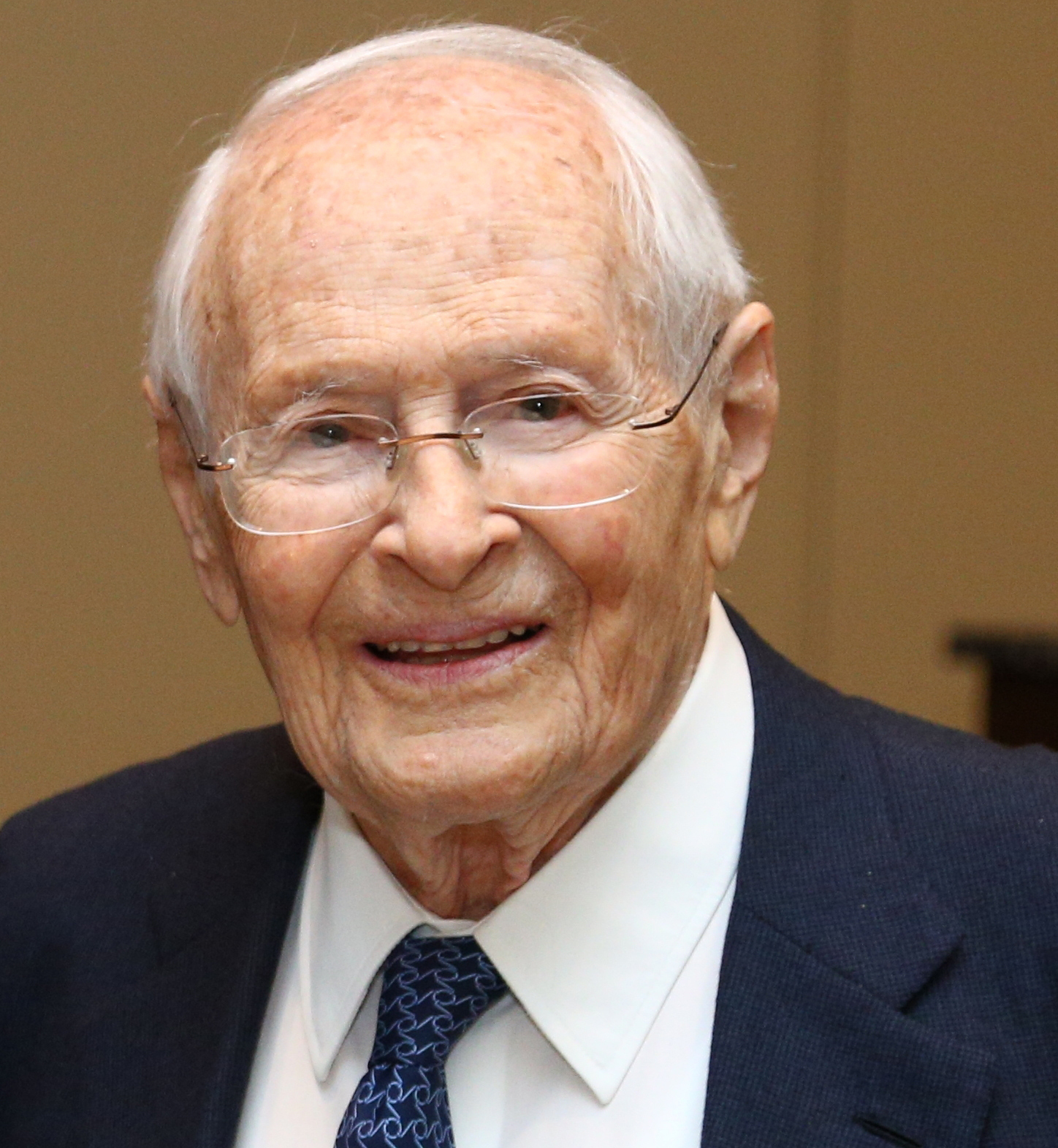
Джордж Розенкранц

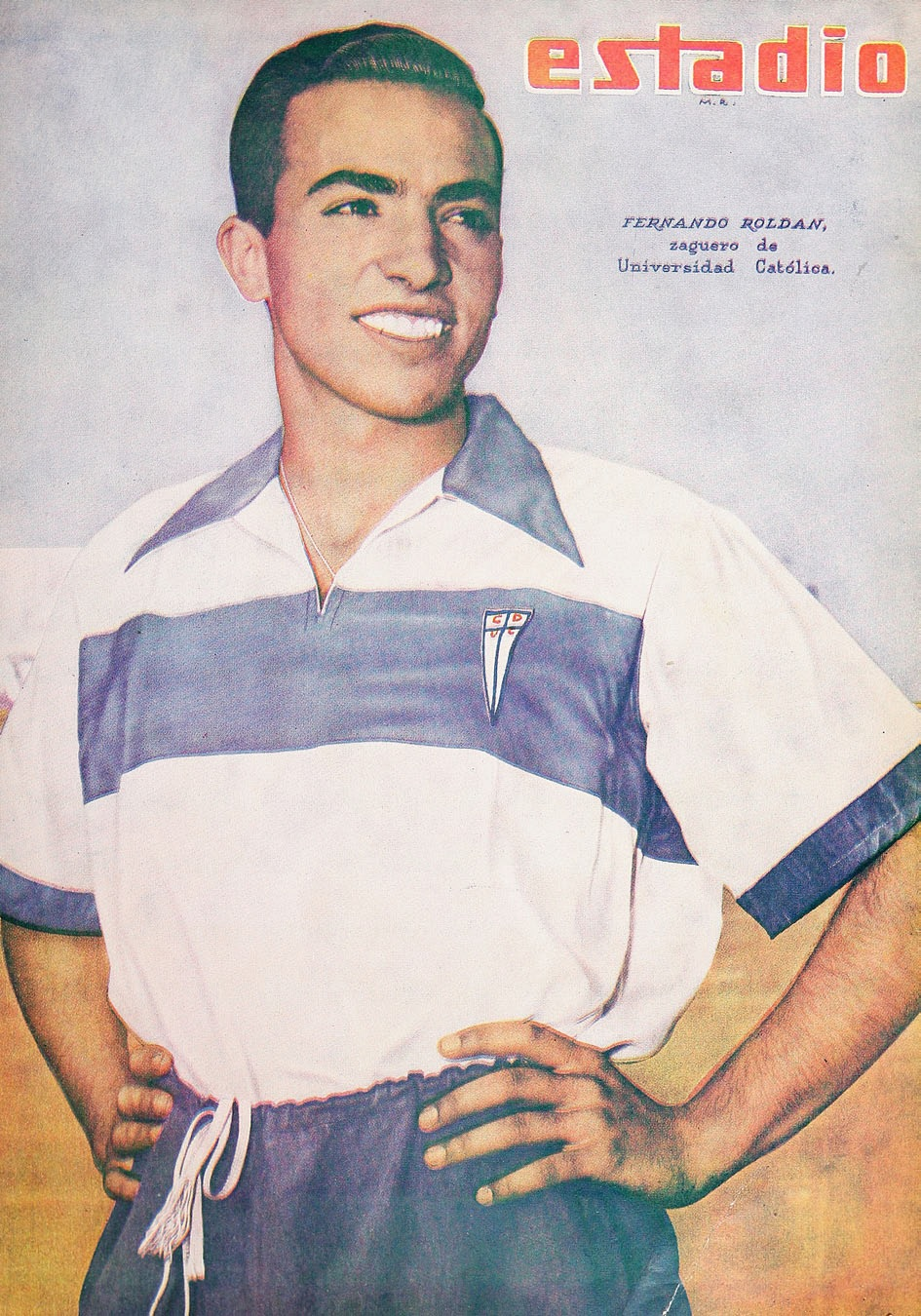
Фернандо Рольдан

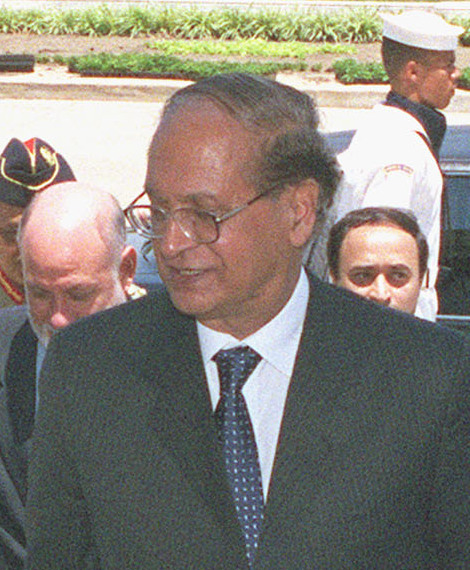
Абдул Саттар

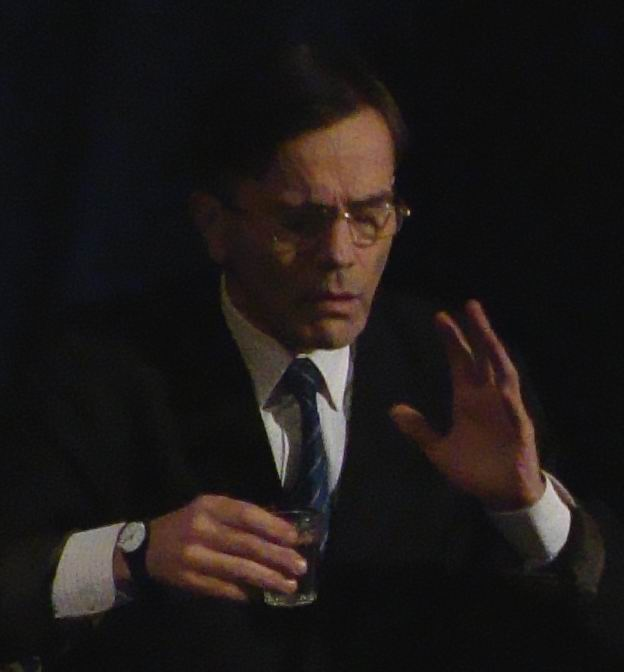
Андрей Харитонов

- Бартоломью, Дейв (100) — американский музыкант, композитор и аранжировщик[95].
- Браун, Уильям Ф. (91) — американский драматург[96].
- Бродская, Божена (Биба Бродская) (96) — чешская балерина и хореограф[97].
- Галло, Игорь (83) — словацкий писатель[98].
- Малёваник, Михаил Михайлович (83) — советский партийный и государственный деятель, председатель Закарпатского облисполкома (1984—1990)[99].
- Масленников, Павел Андреевич (98) — советский и украинский педагог, Герой Социалистического Труда (1978)[100].
- Михалёв, Анатолий Дмитриевич (71) — российский государственный деятель, глава администрации города Читы (2001—2014)[101].
- Мревлишвили, Александр Михайлович (78) — советский и грузинский театральный режиссёр и драматург, сын писателя Михаила Мревлишвили[102].
- Муранска, Виола (81) — словацкая поэтесса-песенник[103].
- Низник, Стефани (52) — американская актриса[104].
- Петерсон, Олег Янович (65) — советский и российский театральный деятель, директор Мурманского областного театра драмы[105].
- Розенкранц, Джордж (102) — мексиканский и американский химик, игрок и теоретик бриджа[106].
- Рольдан, Фернандо (97) — чилийский футболист, участник чемпионата мира (1950)[107].
- Саттар, Абдул (88) — пакистанский государственный деятель, министр иностранных дел Пакистана (1993, 1999—2002)[108].
- Харитонов, Андрей Игоревич (59) — советский и российский актёр театра и кино[109].
- Шпады, Альвина Андреевна (84) — советская и узбекская художница[110].

## 22 июня

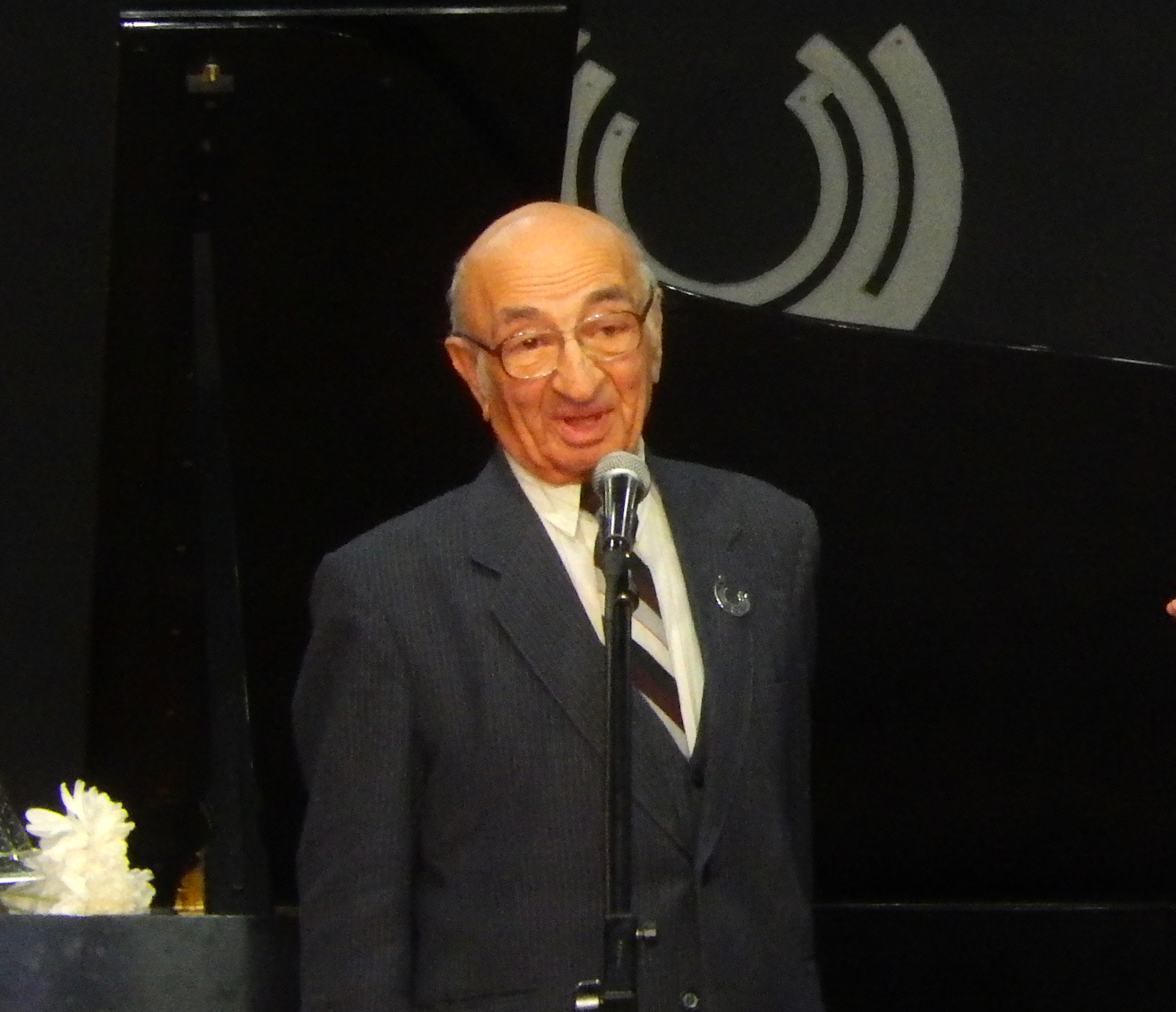
Степан Шакарян

- Ашугян, Карине (57) — армянская поэтесса[111].
- Винт, Тынис Энделевич (77) — эстонский художник[112].
- Данченко, Евдокия Фёдоровна (99) — передовик советского военного судостроения, фрезеровщица Машиностроительного завода имени В. В. Куйбышева в Петропавловске, Герой Социалистического Труда (1960)[113].
- Жижченко, Алексей Борисович (84) — советский и российский учёный, специалист в области телекоммуникаций и информационных систем в математике, академик РАН (2011)[114].
- Иванов, Виталий Александрович (72) — советский, российский и украинский учёный, академик НАН Украины (2009), академик РАН (2016), лауреат Государственной премии Украины[115].
- Кранц, Джудит (91) — американская писательница[116].
- Лехто, Лееви (68) — финский поэт[117].
- Лима ди Консейсан Пенья, Талес (24) — бразильский футболист, нападающий клуба «Альбирекс Ниигата»; ДТП[118].
- Меконнен, Амбачиу (50) — эфиопский государственный деятель, губернатор штата Амхара; убит[119].
- Меконнен, Сеаре (47) — эфиопский военный деятель, начальник Генштаба вооружённых сил Эфиопии; убит[120].
- Ремса, Зденек (90) — чешский прыгун на лыжах с трамплина и тренер[121].
- Фаласка, Мигель Анхель (46) — испанский волейболист, чемпион Европы (2007)[122].
- Фосфороглу, Энис (71?) — турецкий актёр театра и кино[123].
- Шакарян, Степан Григорьевич (83) — советский и армянский композитор, народный артист Республики Армения[124].

## 21 июня

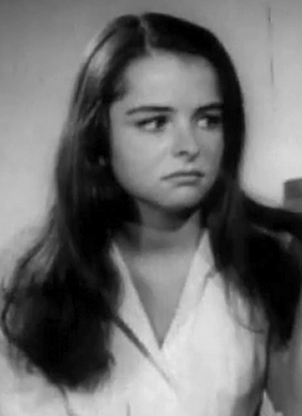
Сююзан Бернард

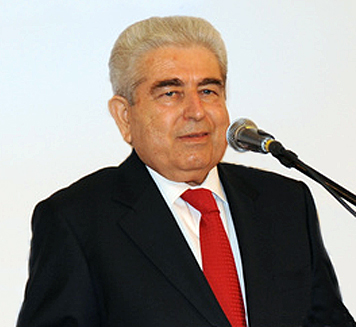
Димитрис Христофиас

- Баккарелли, Силвиу (87) — бразильский дирижёр[125].
- Бернард, Сьюзан (71) — американская модель, писательница, актриса кино и телевидения, бизнесвумен[126].
- Дечев, Иван (85) — болгарский драматург и киносценарист[127].
- Жуков, Иосиф Иннокентьевич (69) — российский танцовщик и хореограф, народный артист Российской Федерации (2005)[128].
- Мейерс, Джан (90) — американский государственный деятель, член Палаты представителей США (1985—1997)[129].
- Саймонс, Уильям (78) — британский актёр[130].
- Сельц, Питер (100) — американский историк искусства[131].
- Филяев, Александр Евгеньевич (84) — советский футболист[132].
- Христофиас, Димитрис (72) — кипрский государственный деятель, президент Кипра (2008—2013)[133].
- Школьник, Леонид Борисович (73) — советский, израильский и американский журналист, главный редактор газеты «Биробиджанер штерн» (1984—1989)[134].

## 20 июня

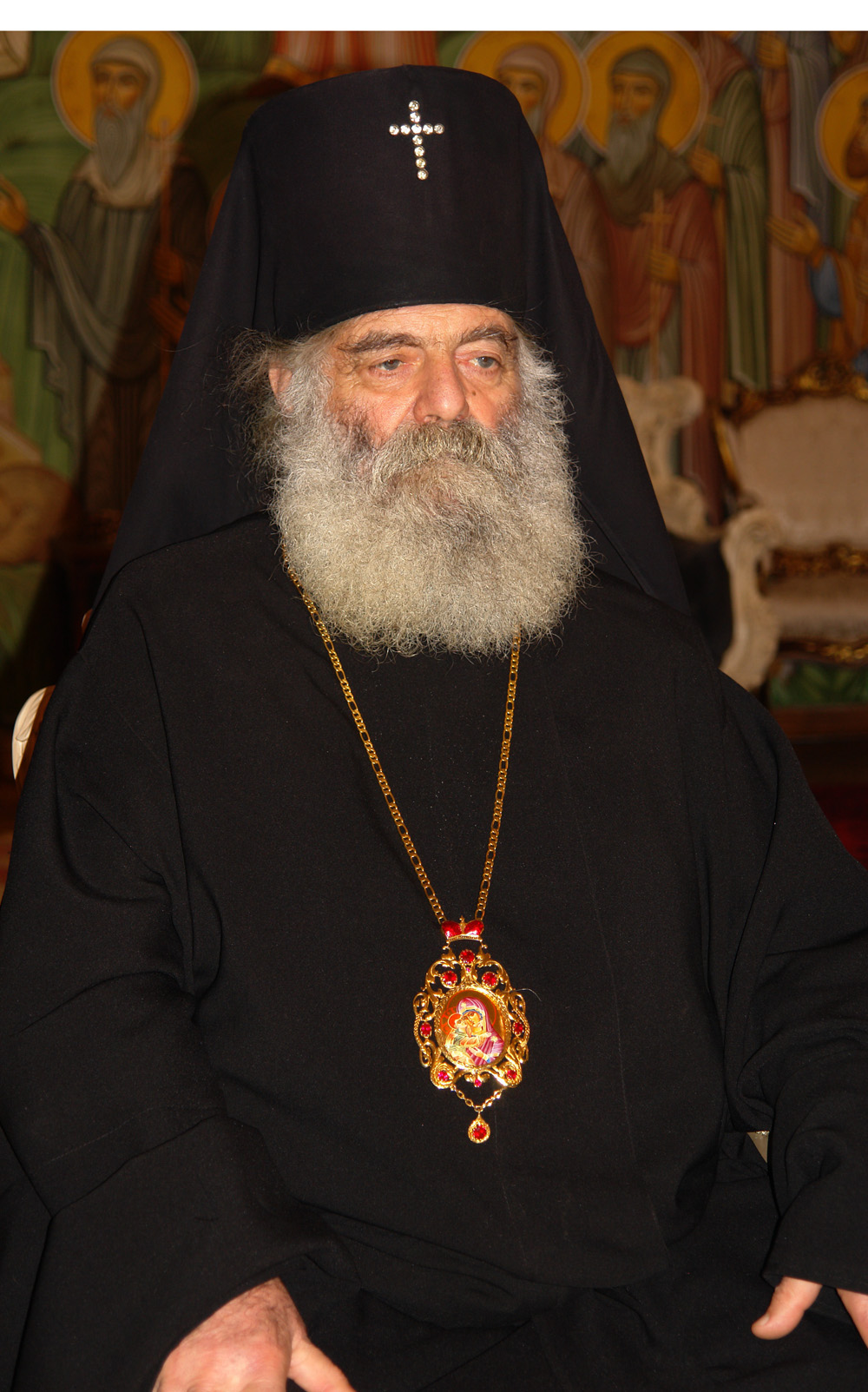
Каллистрат (Маргалиташвили)

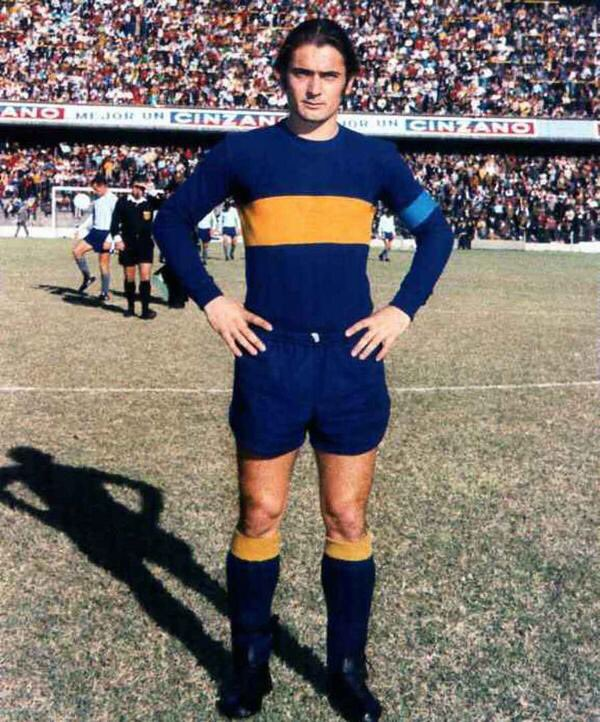
Рубен Сунье

- Гарсия, Эдди (90) — филиппинский киноактёр[135].
- Каллистрат (Маргалиташвили) (80) — епископ Грузинской православной церкви, митрополит Кутаисский и Гаенатский (с 1983 года)[136].
- Коган, Владимир Игоревич (56) — российский предприниматель и банкир[137].
- Коллинз, Билл (84) — австралийский кинокритик и историк кино[138].
- Луговская, Виктория Васильевна (82) — советская и российская журналистка[139].
- Матич, Петер (82) — австрийский актёр[140].
- Месслендер, Геральд (57) — австрийский футболист, выступавший за национальную сборную (1982—1987)[141].
- Сунье, Рубен (72) — аргентинский футболист, выступавший за национальную сборную[142].
- Тилли, Нора (67) — бельгийская актриса[143].
- Фогер, Андерс (74) — шведский легкоатлет, чемпион Европы по лёгкой атлетике в помещении в Гётеборге (1974)[144].
- Фокшеняну, Думитру (83) — румынский бобслеист, серебряный призёр чемпионата мира в Лейк-Плэсиде (1969), бронзовый призёр — в Лейк-Плэсиде (1973)[145].
- Якубяк, Лех (86 или 87) — польский художник и архитектор[146].

## 19 июня

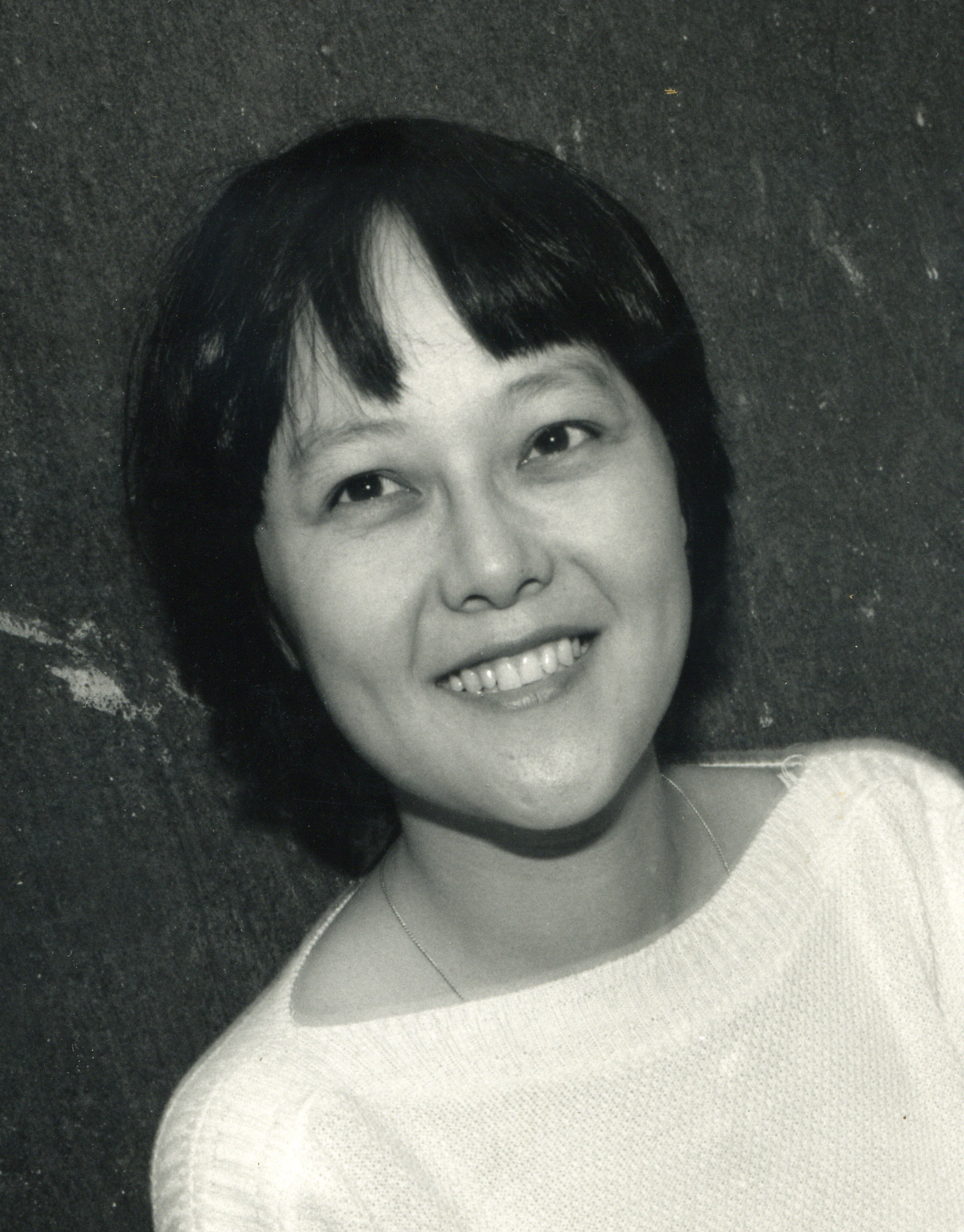
Пэн Сяолянь

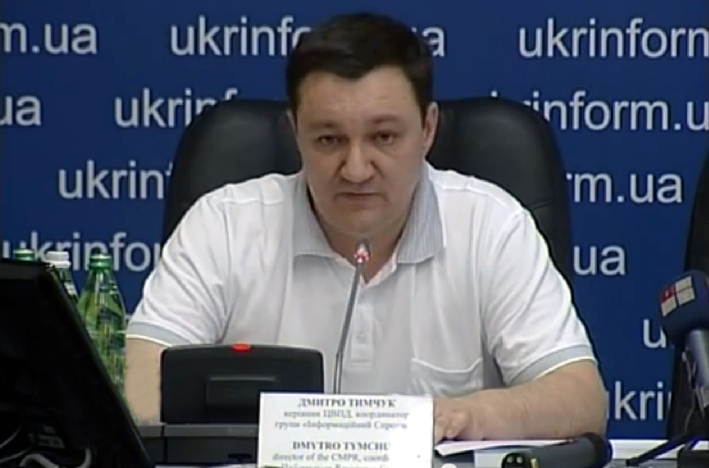
Дмитрий Тымчук

- Андрияка, Александр Александрович (66) — советский и украинский политический деятель, народный депутат Украины 1-го созыва (1990—1994)[147].
- Боле, Филипе (82) — фиджийский государственный деятель, вице-премьер (1993), министр образования (1986—1987), иностранных дел Фиджи (1987, 1992—1994, 1994—1997)[148].
- Борисов, Павел Михайлович (66) — советский и узбекский певец, композитор и поэт[149].
- Замятин, Леонид Митрофанович (97) — советский государственный и партийный деятель, генеральный директор ТАСС (1970—1978), заведующий отделами ЦК КПСС (1978—1986), Чрезвычайный и Полномочный Посол СССР в Великобритании (1986—1991)[150].
- Здар, Филипп (52) — французский рок-музыкант и музыкальный продюсер; несчастный случай[151].
- Кэптукэ, Галина Ивановна (68) — эвенкийская писательница, прозаик[152].
- Пэн Сяолянь (65) — китайский кинорежиссёр, сценаристка и монтажёр[153].
- Смит, Патрик (55) — американский боец смешанных единоборств, профессиональный боксёр и кикбоксер[154].
- Стоун, Норман (78) — шотландский историк и писатель[155].
- Тымчук, Дмитрий Борисович (46) — украинский журналист и политический деятель, депутат Верховной рады Украины (с 2014 года); несчастный случай[156].
- Филдс, Питер Аллан (84) — американский сценарист[157].
- Хеджес, Энтони (88) — британский композитор[158].
- Хорват, Адам (89) — венгерский телевизионный режиссёр[159].

## 18 июня

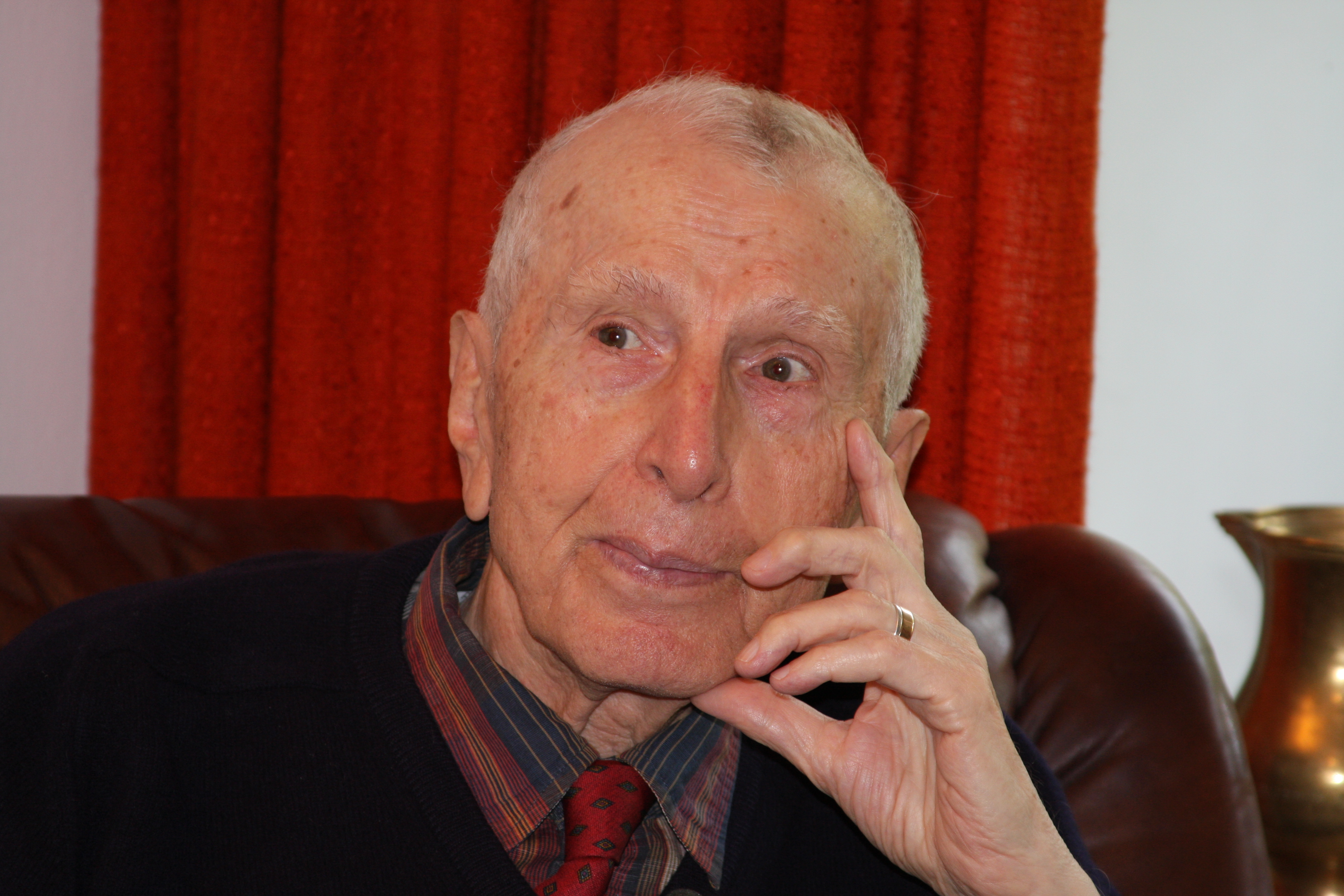
Павел Чичайя

- Будимиров, Богдан (91) — хорватский и немецкий архитектор[160].
- Дульзон, Альфред Андреевич (81) — советский и российский электроэнергетик, доктор технических наук (1993), профессор Томского политехнического университета (1994), заслуженный деятель науки Российской Федерации (2000)[161].
- Дунлоп Мактавиш, Шона (99) — новозеландская балерина и хореограф[162].
- Козель, Арнольд Израилевич (78) — российский нейрохирург, член-корреспондент РАМН (2000—2014), член-корреспондент РАН (2014)[163].
- Мирвалиев, Собир (86) — советский и узбекский литературовед, действительный член Академии наук Узбекистана[164].
- Нарушевич, Леонид (55) — рок-музыкант, лидер белорусской рок-группы «Князь Мышкин»[165].
- Огундипе, Молара (78) — нигерийская писательница[166].
- Робуччи-Нарджизо, Мария-Джузеппа (116) — итальянская долгожительница[167].
- Стоянов, Владимир (54) — болгарский футболист, игравший за национальную сборную (1989)[168].
- Суфихонова, Фатима (90) — советский и таджикский шелковод, Герой Социалистического Труда (1960)[169].
- Чихайя, Павел (97) — румынский писатель и диссидент[170].

## 17 июня

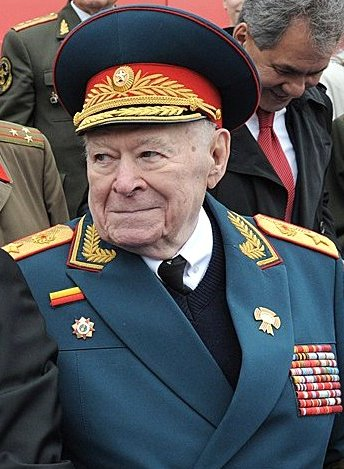
Филипп Бобков

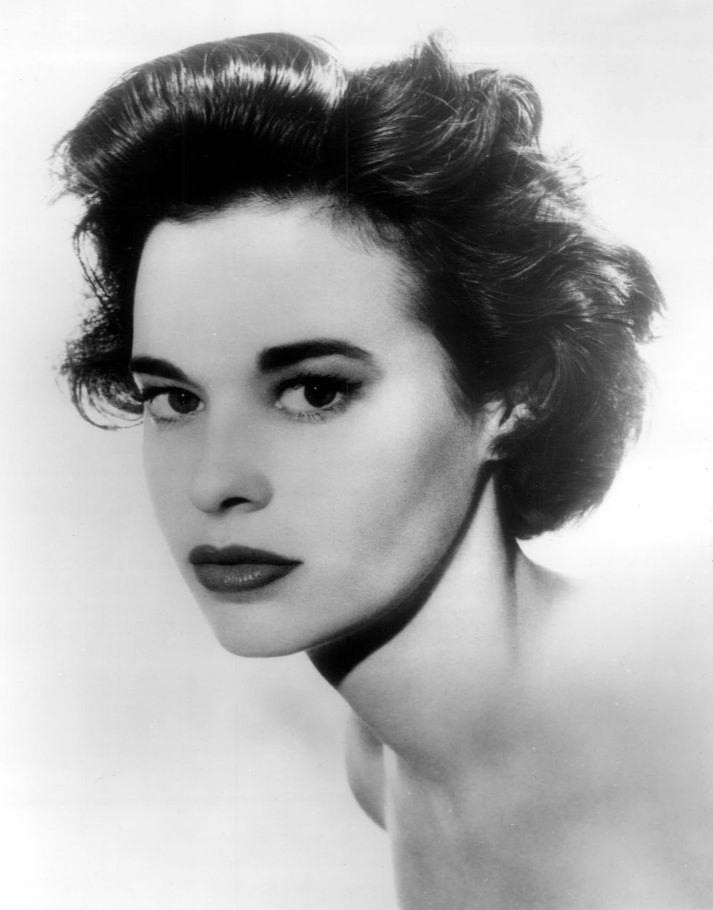
Глория Вандербилт

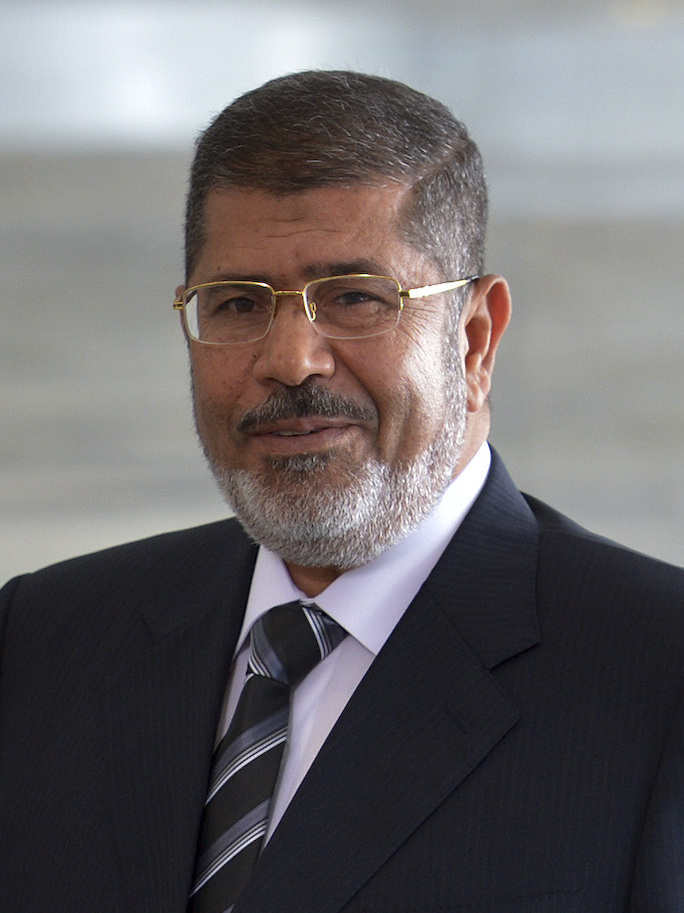
Мухаммед Мурси

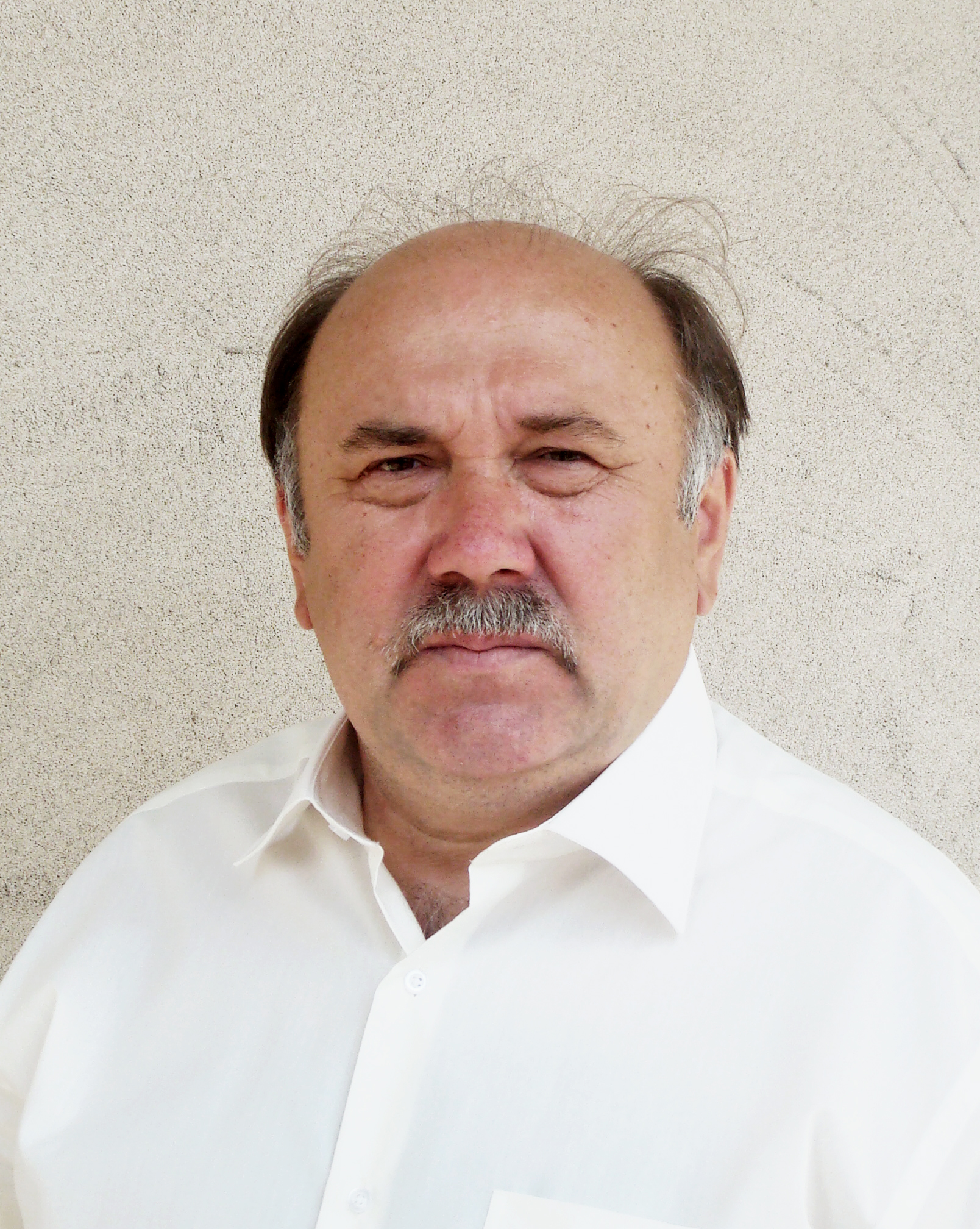
Алексей Неживой

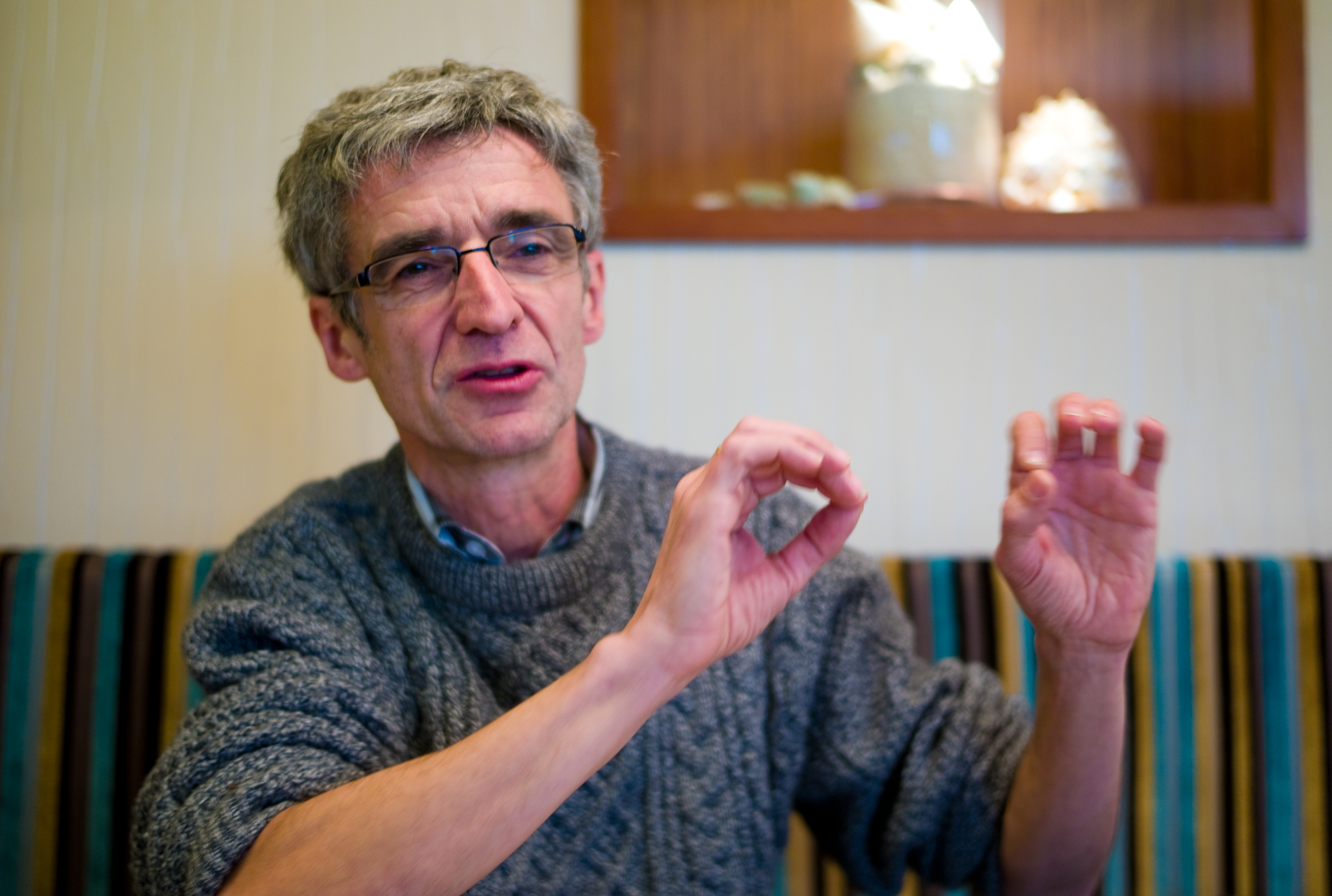
Жан-Мари Юлло

- Агафонов, Николай Викторович (64) — русский писатель, протоиерей Русской православной церкви[171].
- Андерсен, Кнут (88) — норвежский кинорежиссёр[172].
- Байер, Михаэль (78) — немецкий сценарист[173].
- Бобков, Филипп Денисович (93) — советский деятель спецслужб, первый заместитель председателя КГБ СССР (1985—1991), генерал армии (1987)[174].
- Бологов, Александр Александрович (86) — советский и российский писатель[175].
- Вандербилт, Глория (95) — американская актриса, художница, писательница[176].
- Кун Сянфу (76) — китайский вирусолог, действительный член Китайской академии наук (1999)[177].
- Мещеряков, Георгий Васильевич (88) — советский и российский организатор рыбной промышленности, капитан-директор рыболовного траулера «Узбекистан» (1964—1966), Герой Социалистического Труда (1966)[178].
- Микетти, Джорджо (106) — итальянский художник[179].
- Миронов, Алексей Юрьевич (54) — российский хозяйственный деятель, начальник Свердловской железной дороги (2011—2018); самоубийство[180].
- Мурси, Мухаммед (67) — египетский государственный деятель, президент Египта (2012—2013)[181].
- Неживой, Алексей Иванович (62) — украинский писатель[182].
- Рутан, Клеменс (100) — нидерландский химик и физик, соавтор уравнения Рутана-Холла[183].
- Терриен, Роберт (71) — американский художник[184].
- Фриджери, Ланфранко (99) — итальянский художник[185].
- Хиндман, Дарвин (86) — американский государственный деятель, мэр города Колумбия (штат Миссури) (1995—2010)[186].
- Ценевский, Кирил (76) — югославский и македонский кинорежиссёр[187].
- Шекера, Ярослава Васильевна (37) — украинская поэтесса[188].
- Юлло, Жан-Мари (65) — французский программист[189].

## 16 июня

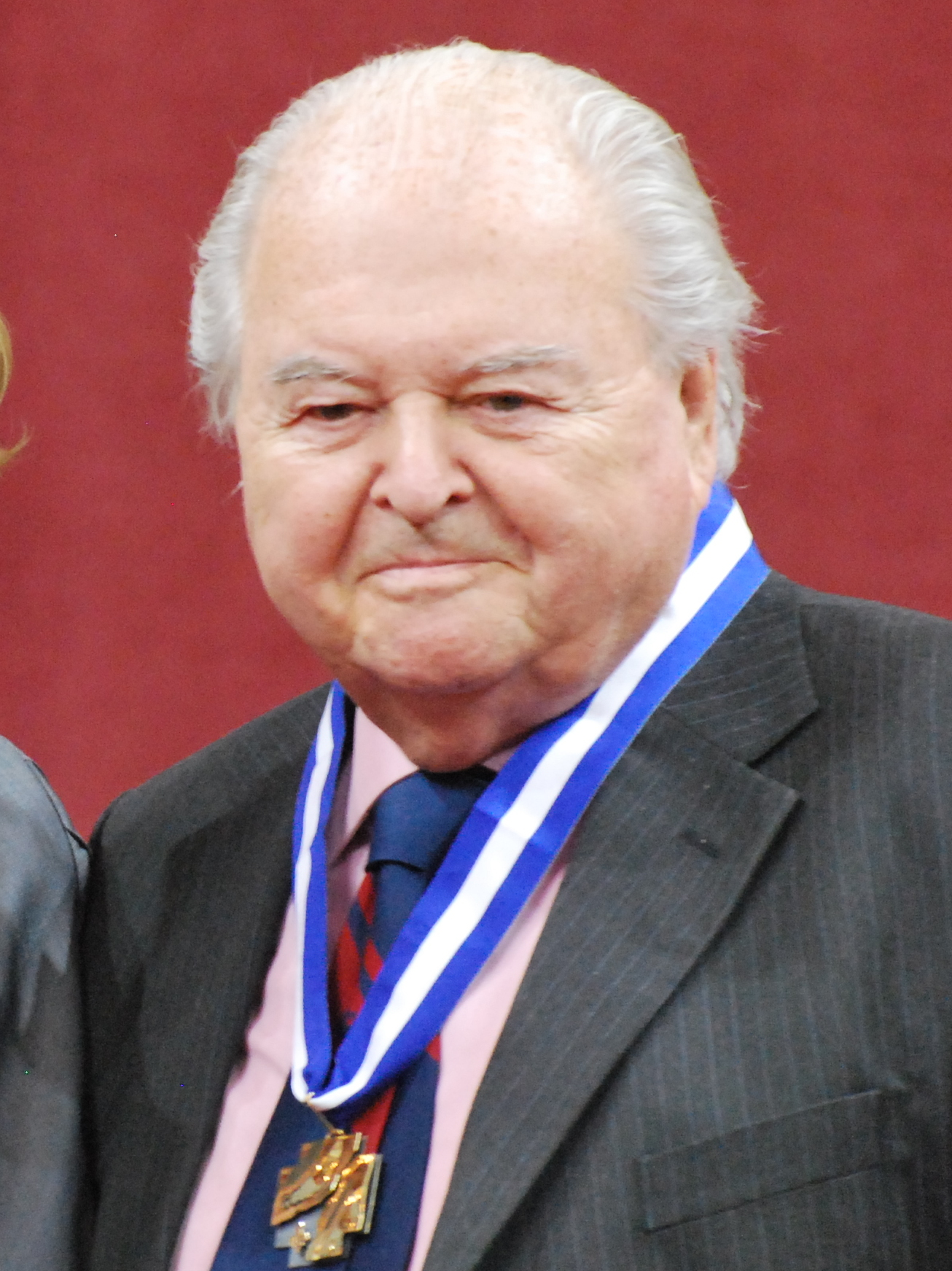
Фредерик Андерманн

- Андерманн, Фредерик (88) — канадский невролог, впервые описавший синдром Андерманна[англ.][190].
- Гуйяш-Кётелеш, Эржебет (94) — венгерская гимнастка, чемпионка летних Олимпийских игр в Мельбурне (1956), серебряный (1948, 1952, 1956) и бронзовый (1952) призёр Олимпийских игр[191].
- Данне, Вольфганг (77) — западногерманский фигурист, бронзовый призёр зимних Олимпийских игр в Гренобле (1968)[192].
- Джинневер, Чарльз (87) — американский скульптор[193].
- Захаров, Валерий Дмитриевич (80) — советский и российский физик-теоретик, философ физики[194].
- Литвинов, Иван Никитович (82) — советский и российский военно-морской деятель, начальник Центра глубоководных исследований Министерства обороны (1990—2000), адмирал (1994)[195].
- Мафай, Симона (90) — итальянский государственный деятель, сенатор (1976—1979)[196].
- Остроумов, Сергей Николаевич (53) — российский музыкант, участник групп «Оркестр креольского танго» и «Машина Времени»[197].
- Рассыхина, Любовь (77) — советская и украинская гимнастка, тренер и судья международной категории; ДТП[198].
- Сюдов, Рольф фон (94) — немецкий кинорежиссёр и сценарист[199].
- Черенков, Александр Робертович (52) — российский хоккеист и хоккейный арбитр, сын Роберта Черенкова[200].
- Шапиро, Франсин (71) — американский психолог, создатель метода десенсибилизации и переработки движением глаз[201].

## 15 июня

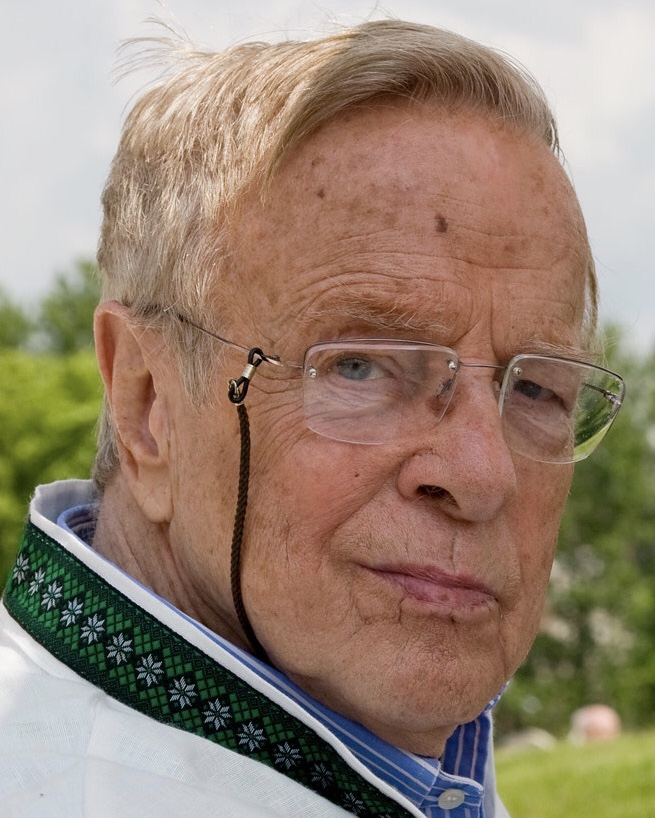
Франко Дзеффирелли

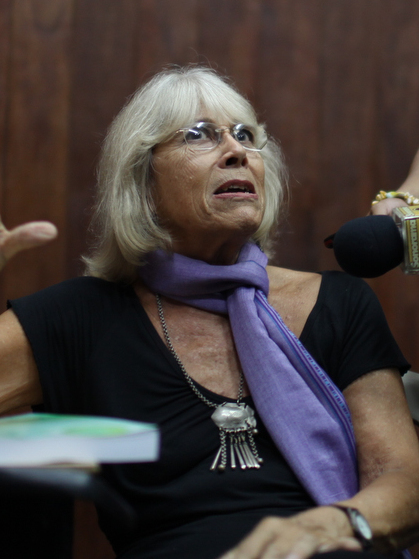
Марта Харнеккер

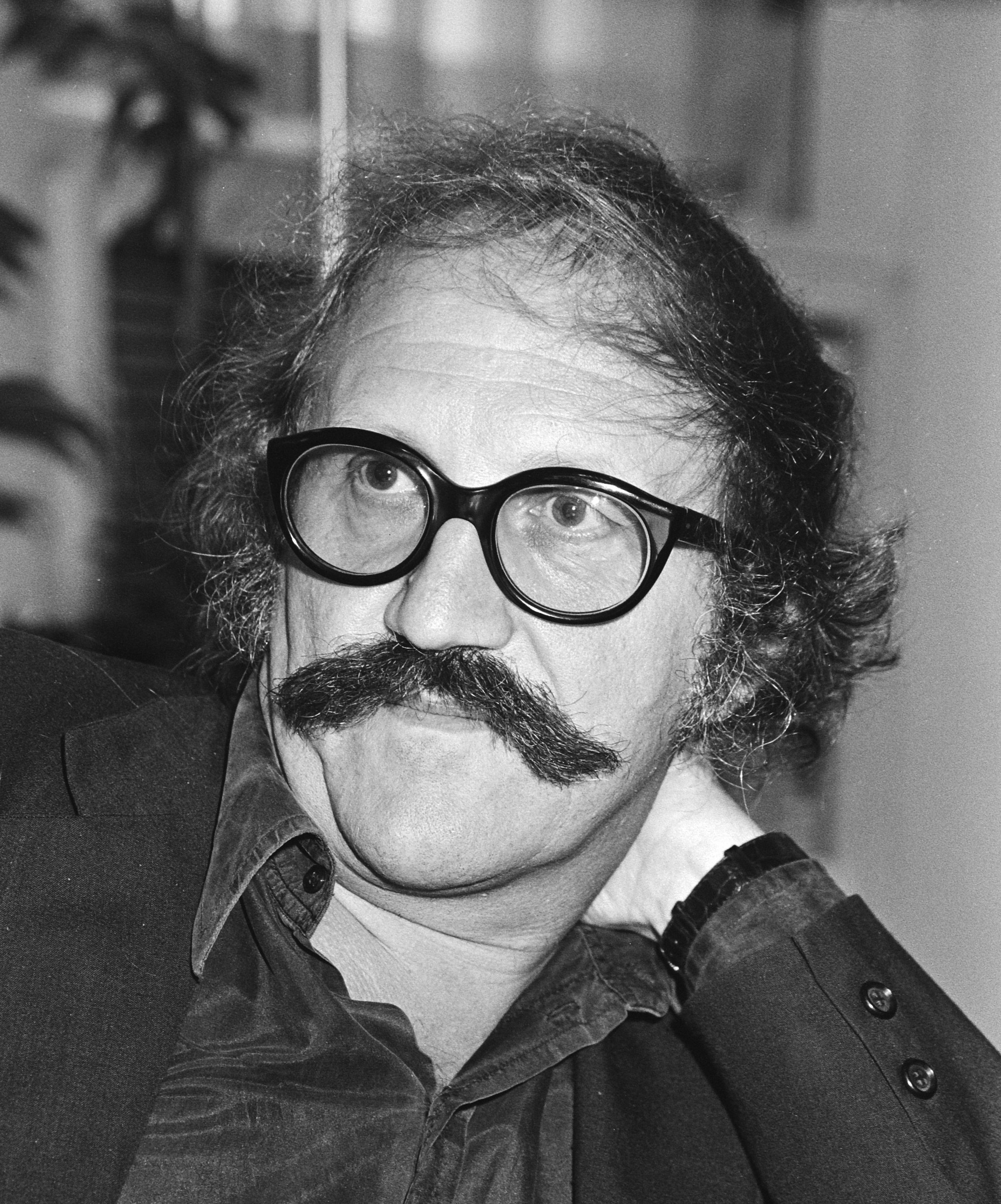
Вильгельм Хольцбауэр

- Боровский, Евгений Власович (94) — советский и российский стоматологический терапевт, доктор медицинских наук (1967), профессор Сеченовского университета (2003)[202].
- Давтян, Надежда Леншиевна (67) — армянская балерина, заслуженная артистка Армянской ССР (1978)[203]..
- Дзеффирелли, Франко (96) — итальянский кинорежиссёр[204].
- Житлухин, Юрий Александрович (87) — советский и латвийский фотохудожник и фотожурналист[205].
- Киллиан, Кевин (66) — американский поэт[206].
- Колен, Даниэль (85) — французский политический деятель, депутат Национального собрания (1986—1997)[207].
- Кучера, Зденек (89) — чешский богослов, профессор Карлова университета в Праге[208].
- Ридер, Йозеф (86) — австрийский горнолыжник, победитель чемпионата мира по горнолыжному спорту в Бадгастайне (1958)[209].
- Харнеккер, Марта (82) — чилийская журналистка[210][211].
- Хольцбауэр, Вильгельм (88) — австрийский архитектор[212].
- Цауне, Иварс (60) — латвийский автогонщик[213].
- Цупкова, Клавдия Петровна (92) — советский передовик производства, машинист башенного крана управления механизации № 15 треста «Мосстроймеханизация» № 5 Главмосстроя города Москвы (1945-1983), Герой Социалистического Труда[214].
- Шиляев, Леонид Александрович (59) — советский и казахстанский хоккеист и тренер[215].
- Юскеселиев, Христо (86) — болгарский фотожурналист[216].

## 14 июня

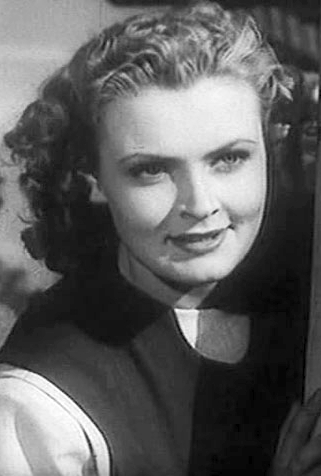
Надежда Чередниченко

- Алескеров, Садраддин Фаррух оглы (90) — советский животновод, Герой Социалистического Труда (1958)[217].
- Афонина, Нина Фёдоровна (67) — советская и российская поэтесса[218].
- Батухтин, Валентин Дмитриевич (85) — российский математик, доктор физико-математических наук (1976), профессор, ректор Челябинского государственного университета (1987—2004)[219].
- Бенишу, Морис (76) — французский актёр[220].
- Бердышев, Григорий Павлович (72) — советский хоккеист, выступавший за омский «Шинник» (1964—1966, 1968—1972, 1976—1979)[221].
- Бетей, Роже (97) — французский авиаконструктор и бизнесмен, один из основателей Airbus[222].
- Гальперин, Юлий Евгеньевич (73) — советский и французский композитор[223].
- Гитлин, Семён Исаакович (89) — советский историк, доктор исторических наук (1983), профессор Ташкентского государственного университета (1984), заслуженный деятель науки Узбекистана[224].
- Киллиан, Кевин (66) — американский поэт[206].
- Оконешников, Семён Петрович (74) — советский и российский якутский оперный певец (лирический тенор), солист Якутского театра оперы и балета, народный артист Российской Федерации (1993)[225].
- Паэгле, Вайра (76) — латвийский политический деятель[226].
- Уингаарден, Джеймс (94) — американский врач и академический администратор, директор Национальных институтов здравоохранения США (1982—1989)[227].
- Чередниченко, Надежда Илларионовна (91) — советская актриса театра и кино, заслуженная артистка РСФСР (1971)[228].
- Якимов, Олег Дмитриевич (84) — советский и российский журналист, доктор исторических наук (1991), профессор Северо-Восточного федерального университета[229].

## 13 июня

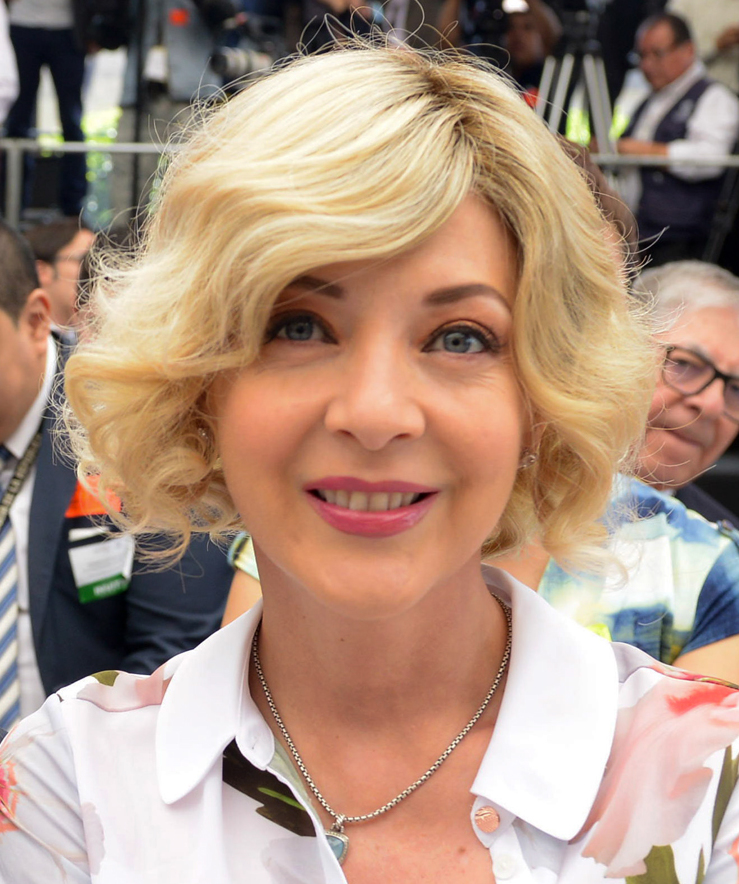
Эдит Гонсалес

- Вибен, Вильгельм (84) — немецкий телеведущий[230].
- Гамильтон-Берн, Энн (97) — австралийский религиозный лидер, руководитель Семьи[231].
- Гонсалес, Эдит (54) — мексиканская актриса, танцовщица и модель[232].
- Кабо, Бурку Луиз (84) — чадский политический деятель, первая женщина — депутат парламента Чада[233].
- Кармазинов, Феликс Владимирович (75) — российский хозяйственный деятель, директор ГУП «Водоканал Санкт-Петербурга» (1987—2016), лауреат Государственной премии Российской Федерации в области науки и техники (2002), почётный гражданин Санкт-Петербурга (2005)[234].
- Коваль, Николай Гурьевич (87) — советский партийный деятель, секретарь Донецкого обкома КП Украины (1979—1986)[235].
- Комарницкий, Анатолий Васильевич (69) — российский криминолог, профессор РГПУ им. А. И. Герцена (2012)[236].
- Маккэнн, Шон (83) — канадский актёр[237].
- Марте де Барриос, Лиселот (85) — доминиканский политический деятель, министр финансов (1990—1993)[238].
- Мидани, Андре (86) — бразильский музыкальный продюсер[239].
- Пармеджани, Розарио (82) — итальянский ватерполист, чемпион летних Олимпийских игр в Риме (1960)[240].
- Рахман Хассан, Абдул (72) — малайзийский певец и композитор[241].
- Хас, Шереф (82) — турецкий футболист, выступавший за национальную сборную[242].

## 12 июня

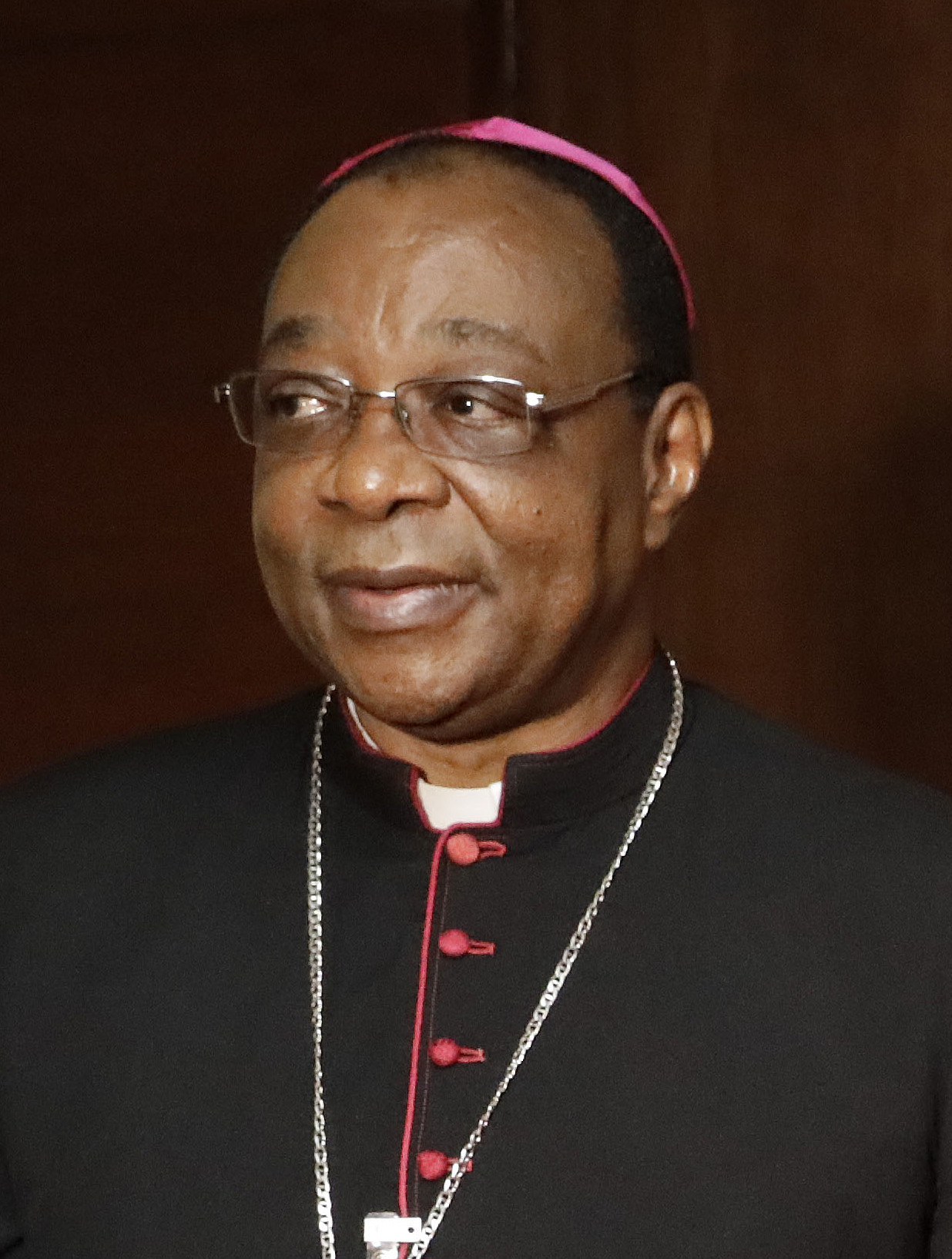
Леон Каленга Бадикебеле

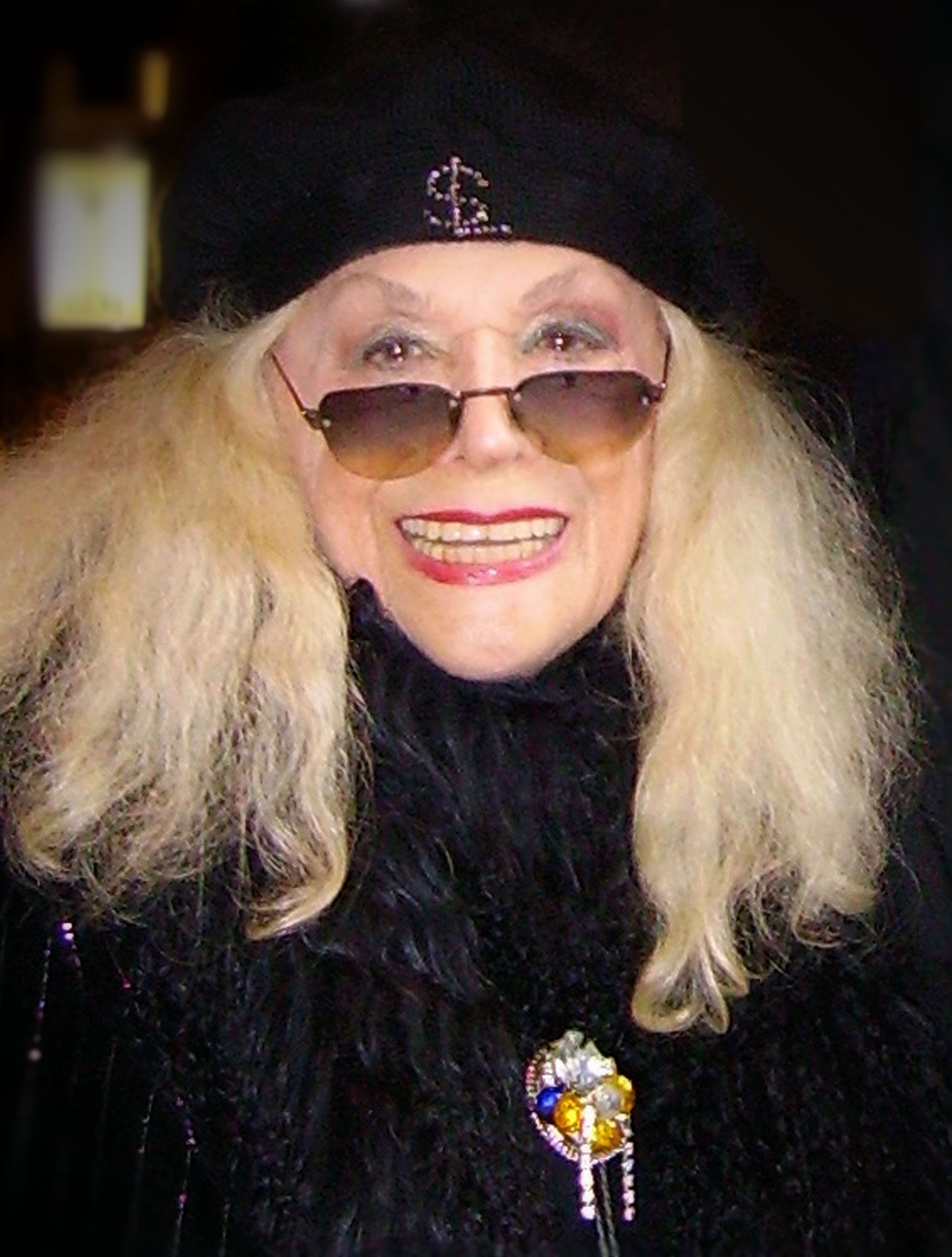
Сильвия Майлз

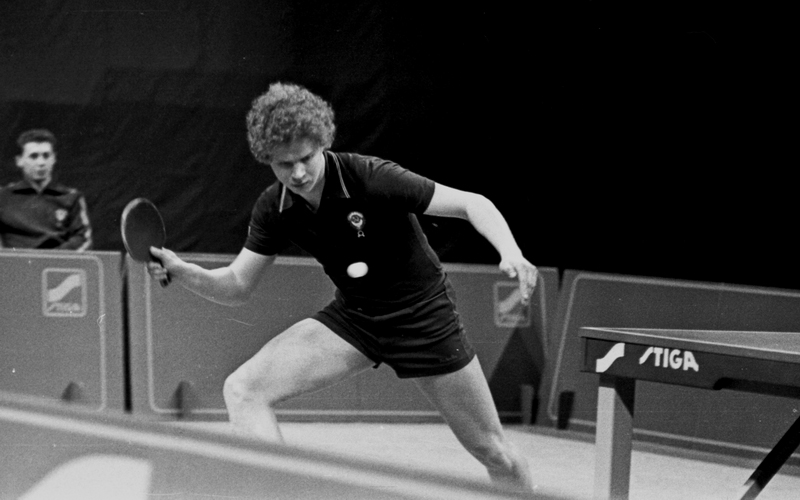
Игорь Солопов

- Алонсо Мильян, Хуан Хосе (82) — испанский драматург[243].
- Бадалян, Гарник Александрович (61) — армянский дипломат, посол Республики Армения в Туркменистане, Таджикистане и Афганистане[244].
- Барелл, Гэри (81) — американский предприниматель, сооснователь Garmin[245].
- Викин, Вячеслав Андреевич (77) — российский хозяйственный деятель, доктор технических наук, директор Нововоронежской АЭС (1991—2009)[246].
- Де Декер, Арман (70) — бельгийский государственный деятель, президент Сената Бельгии (1999—2004 и 2007—2010)[247].
- Калашников, Владимир Васильевич (75) — советский и российский учёный, доктор технических наук (1981), профессор (1982), президент СамГТУ (с 2009 года)[248].
- Каленга Бадикебеле, Леон (62) — конголезский прелат и ватиканский дипломат, апостольский нунций в Аргентине (с 2018 года)[249].
- Керод, Ярослав Михайлович (84) — советский самбист, советский и российский тренер по дзюдо, заслуженный тренер СССР (1986)[250].
- Кетлинский, Сергей Александрович (78) — российский иммунолог, член-корреспондент РАМН (2005—2014), член-корреспондент РАН (2014)[251][252].
- Лайнотт, Филумена (88) — ирландская писательница[253].
- Лукьянсков, Евгений Анатольевич (44) — российский велогонщик, чемпион Российской Федерации, мастер спорта международного класса[254].
- Майлз, Сильвия (94) — американская актриса[255].
- Макки, Билли (97) — один из основателей «временного» крыла Ирландской республиканской армии[256].
- Мясоедов, Андрей Николаевич (90) — советский и российский музыковед, профессор Московской консерватории и ПСТГУ[257].
- Отт, Эльфрида (94) — австрийская актриса и певица[258].
- Пальмин, Александр Анатольевич (58) — российский скульптор, ректор Санкт-Петербургской художественно-промышленной академии (2009—2014), заслуженный художник Российской Федерации (2014)[259].
- Петров, Андрей Александрович (62) — российский журналист, корреспондент ИТАР ТАСС по Санкт-Петербургу, шеф-редактор газеты «Невское время»[260].
- Радович, Коста (83) — сербский поэт[261].
- Солопов, Игорь (58) — советский игрок в настольный теннис, чемпион СССР (1980,1981)[262].
- Тоисутта, Джордж (65) — индонезийский военный деятель, начальник штаба индонезийской армии (2009—2011)[263].
- Юлдашева, Гульбахор (60) — узбекская актриса, заслуженная артистка Узбекистана[264].

## 11 июня
- Абраменко, Владимир Михайлович (92) — советский военно-морской деятель, контр-адмирал (1980)[265].
- Бейли, Роберто (66) — гондурасский футболист, нападающий, игрок национальной сборной, участник чемпионата мира 1982 года; ДТП[266].
- Бертельсен, Карл (81) — датский футболист, игрок национальной сборной (1962—1964)[267].
- Витошинский, Роман Зенонович (78) — советский и украинский оперный певец (лирический тенор), солист Львовского оперного театра, народный артист Украинской ССР (1990)[268].
- Волошин, Николай Григорьевич (77) — советский и украинский театральный режиссёр, заслуженный деятель искусств Украины (2004)[269].
- Де Симоне, Доменико (93) — итальянский политический деятель, сенатор (1976—1979) и член палаты депутатов Италии (1979—1983)[270].
- Кесада Кантуариас, Миро (100) — перуанский философ, введший в научный оборот термин «параконсистентная логика»[271].
- Крюков, Сергей Николаевич (59) — российский дипломат, Чрезвычайный и Полномочный Посол Российской Федерации в Зимбабве и Малави (по совместительству) (2007—2010), в Сенегале и Гамбии (по совместительству) (с 2014 года)[272].
- Мельников, Анатолий Иванович (91) — советский государственный деятель, председатель Барнаульского горисполкома (1972—1986)[273].
- Миркаримова, Кундуз (94) — советская и узбекская танцовщица и хореограф, художественный руководитель Государственного ансамбля народного танца Узбекистана «Бахор», народная артистка СССР (1984)[274].
- Нашимбени, Энрико (59) — итальянский певец, журналист и поэт[275].
- Неганов, Вячеслав Александрович (66) — российский радиофизик, доктор физико-математических наук (1990), профессор (1995), заслуженный работник высшей школы Российской Федерации (2013)[276].
- Пастернак, Велвл (85) — американский музыковед[277].
- Самищенко, Сергей Степанович (66) — российский криминалист, доктор юридических наук (2003), профессор (2005)[278].
- Соколов, Михаил Сергеевич (85) — советский и российский фитопатолог, академик РАСХН (1997—2013), академик РАН (2013)[279].
- Фелдстайн, Мартин (79) — американский экономист, профессор Гарвардского университета (1969), председатель Совета экономических консультантов США (1982—1984)[280].
- Хиллиг, Гётц (81) — немецкий учёный, доктор философии, приват-доцент истории педагогики, специалист по общинному воспитанию, иностранный член РАО (2004)[281].

## 10 июня

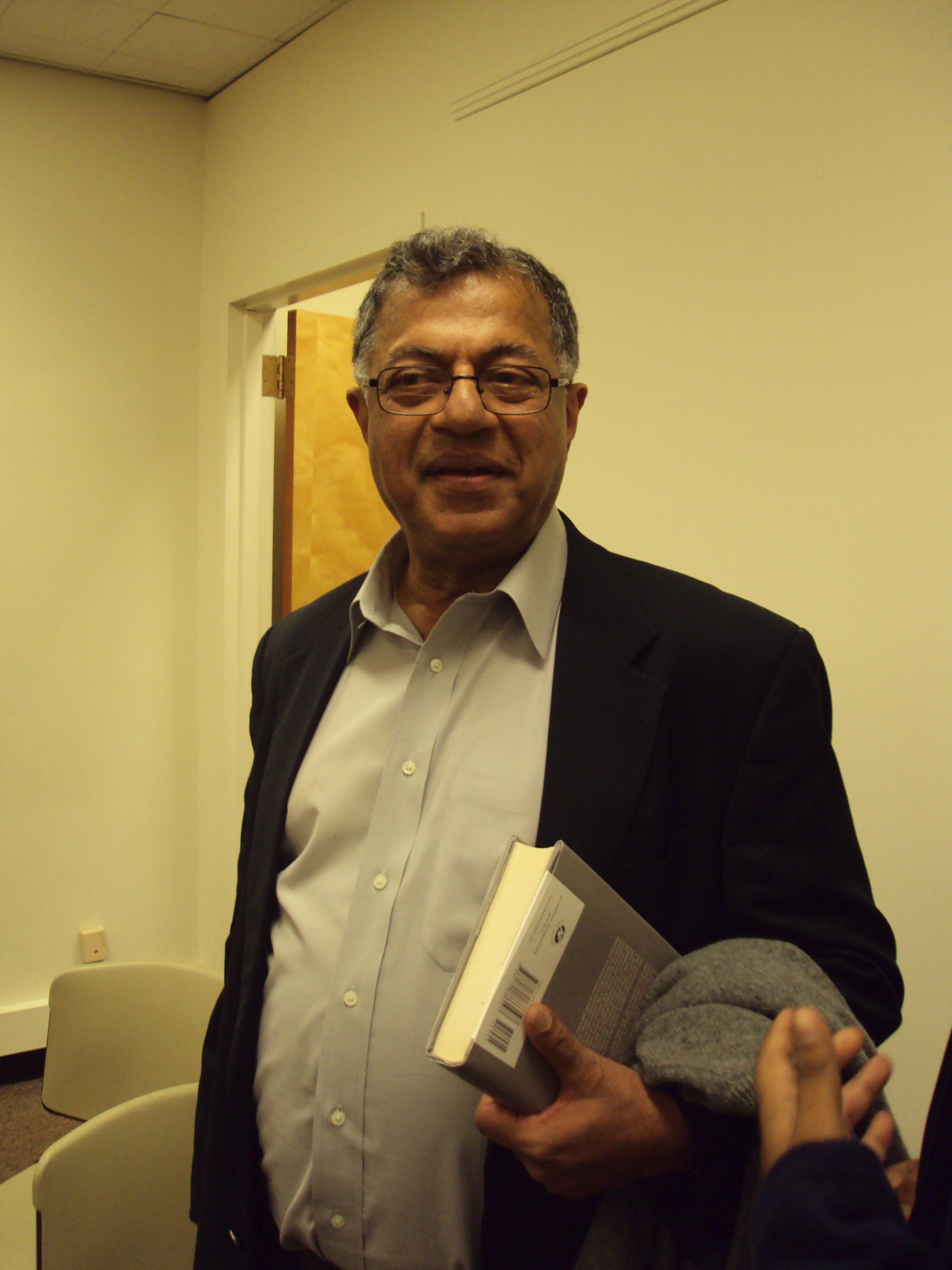
Гириш Карнад

- Борисов, Юрий Викторович (80) — советский и российский хоккеист, нападающий, двукратный чемпион СССР в составе московского «Спартака» (1967 и 1969)[282].
- Валери, Валерия (97) — итальянская актриса[283].
- Ван Цзюнь (78) — китайский бизнесмен, председатель CITIC[284]
- Ильтген, Эрих (78) — немецкий политический деятель, президент ландтага Саксонии (1990—2009)[285].
- Кармысова, Венера Камаловна (83) — советская казахская певица, заслуженная артистка Казахской ССР[286].
- Карнад, Гириш (81) — индийский актёр, кинорежиссёр и киносценарист[287].
- Кольцов, Дмитрий Алексеевич (31) — российский сноубордист, мастер спорта; убит[288].
- Крэйзи Мохан (66) — индийский актёр и сценарист[289].
- Ли Хи Хо (96) — южнокорейский политический деятель, первая леди Республики Корея (1998—2003), вдова Ким Дэ Чжуна[290].
- Манджаротти, Марио (98) — итальянский шпажист, серебряный призёр чемпионата мира в Стокгольме (1951), брат Дарио и Эдоардо Манджаротти[291].
- Норхольм, Иб (88) — датский композитор и органист[292].
- Р. В. Джанакираман (78) — индийский государственный деятель, главный министр Пондичерри (1996—2000)[293].
- Сандстрём, Свен-Давид (76) — шведский композитор[294].
- Станицына-Гёзе, Ольга Викторовна (82) — советская и российская актриса театра и кино, актриса Московского драматического театра имени Станиславского, заслуженная артистка Российской Федерации (1999), дочь В. Я. Станицына[295].
- Уайтхед, Питер (82) — британский писатель и кинорежиссёр[296].
- Фудзимото, Юдзуру (83) — японский актёр[297].
- Юдин, Сергей Сергеевич (59) — российский военачальник, врио начальника Общевойсковой академии имени М. В. Фрунзе Вооружённых Сил РФ (2017—2018), генерал-лейтенант (2016)[298].

## 9 июня
- Альварес, Умберто (89) — колумбийский футболист («Атлетико Насьональ»), чемпион Колумбии (1954)[299].
- Балабан, Ибрагим (98) — турецкий художник[300].
- Вальстен, Юхани (81) — финский хоккеист, игрок национальной сборной[301].
- Бот, Ив (71) — французский юрист, генеральный адвокат, Европейского суда (c 2006)[302].
- Кантаров, Марион (85) — канадский скульптор[303].
- Каражигитов, Нурлан (54) — казахстанский композитор[304].
- Кузьменков, Леонид Стефанович (79) — российский физик, доктор физико-математических наук (1985), профессор МГУ (1991)[305].
- Паскуаль, Мерседес (88) — мексиканская актриса[306].
- Рейнсхаген, Герлинд (93) — немецкая писательница[307].
- Сафиулин, Алексей Анатольевич (44) — российский певец, солист Мариинского театра (2001—2008)[308].
- Уиттлифф, Уильям (79) — американский киносценарист и фотограф[309].
- Хомутов, Сергей Николаевич (58) — российский писатель и журналист[310].

## 8 июня

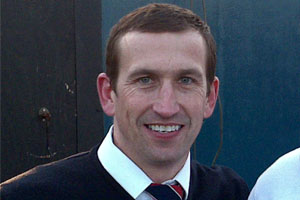
Джастин Эдинбург

- Асадуров, Милан (69) — болгарский писатель, издатель и переводчик научной фантастики[311].
- Борбиев, Нуртай (82) — советский и киргизский кинооператор-постановщик, режиссёр, народный артист Кыргызстана[312].
- Борен, Спенсер (69) — американский гитарист[313].
- Броветто Крус, Хорхе (86) — уругвайский химик и государственный деятель, министр образования и культуры (2005—2008)[314].
- Дьюис, Норман (98) — английский автогонщик и инженер[315].
- Журавлёв, Дмитрий Власович (85) — советский и российский художник, народный художник Российской Федерации (2000)[316].
- Ле Кальм, Рене (100) — французская актриса[317].
- Ли Сыдэ, Иосиф (92) — католический прелат, епископ Тяньцзиня (с 1982 года)[318].
- Матос, Андре (47) — бразильский рок-певец (Angra)[319].
- Остербан, Герхард (85) — нидерландский почвовед, иностранный член ВАСХНИЛ/РАСХН (1991—2014), иностранный член РАН(2014)[320].
- Пугач, Юрий Яковлевич (74) — советский и американский художник-декоратор и художник-постановщик, лауреат премии имени братьев Васильевых, муж Елены Соловей[321].
- Талит, Иегуда (74) — израильский музыкальный продюсер[322].
- Тойбаев, Мырзабек Раевич (84) — советский киргизский писатель, народный писатель Кыргызской Республики[323].
- Эдинбург, Джастин (49) — британский футболист и тренер, выступавший за клуб «Тоттенхэм Хотспур» (1990—2000)[324].

## 7 июня

Жанна Металлиди

- Березанский, Юрий Макарович (94) — советский и украинский математик, академик АН УССР — НАНУ (1988)[325].
- Бугайский, Рышард (76) — польский кинорежиссёр[326].
- Гриффин, Нонни (85) — канадская актриса[327].
- Ибаньес Серрадор, Нарсисо (83) — испанский режиссёр, актёр и драматург[328].
- Ионеску, Элизабета (66) — румынская гандболистка, серебряный призёр чемпионата мира по гандболу среди женщин в Югославии (1973)[329].
- Металлиди, Жанна Лазаревна (85) — советский и российский композитор, педагог, заслуженный работник культуры РСФСР[330].
- Пожец, Эльжбета (74) — польская волейболистка, бронзовый призёр летних Олимпийских игр в Мехико (1968)[331] Архивная копия от 7 июня 2019 на Wayback Machine.
- Родэм, Тони (64) — американский предприниматель, брат Хиллари Клинтон[332].
- Шичков, Александр Николаевич (85) — советский и российский учёный, ректор Вологодского политехнического института (1975—1987), заслуженный деятель науки и техники РФ[333].

## 6 июня

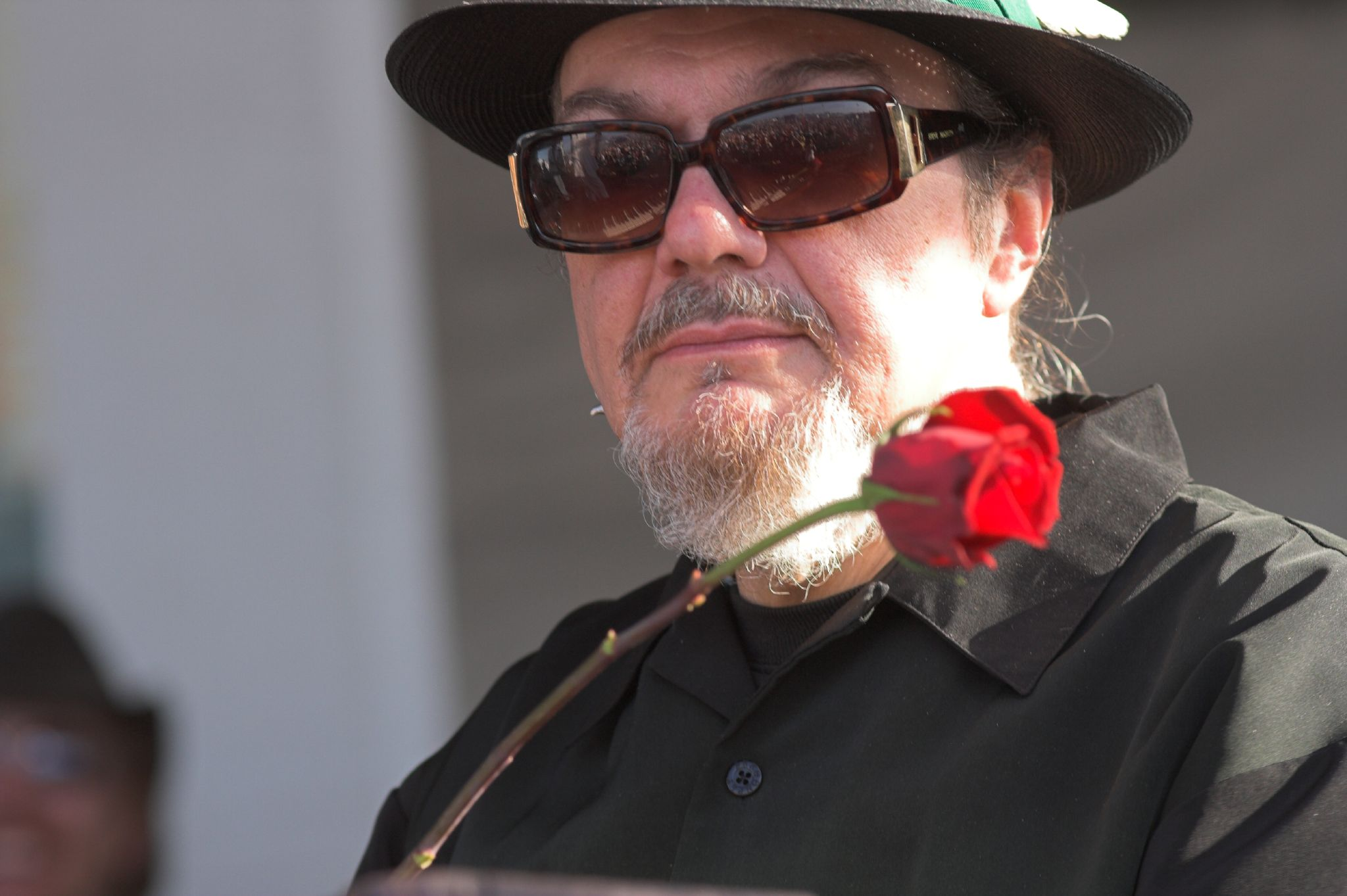
Доктор Джон

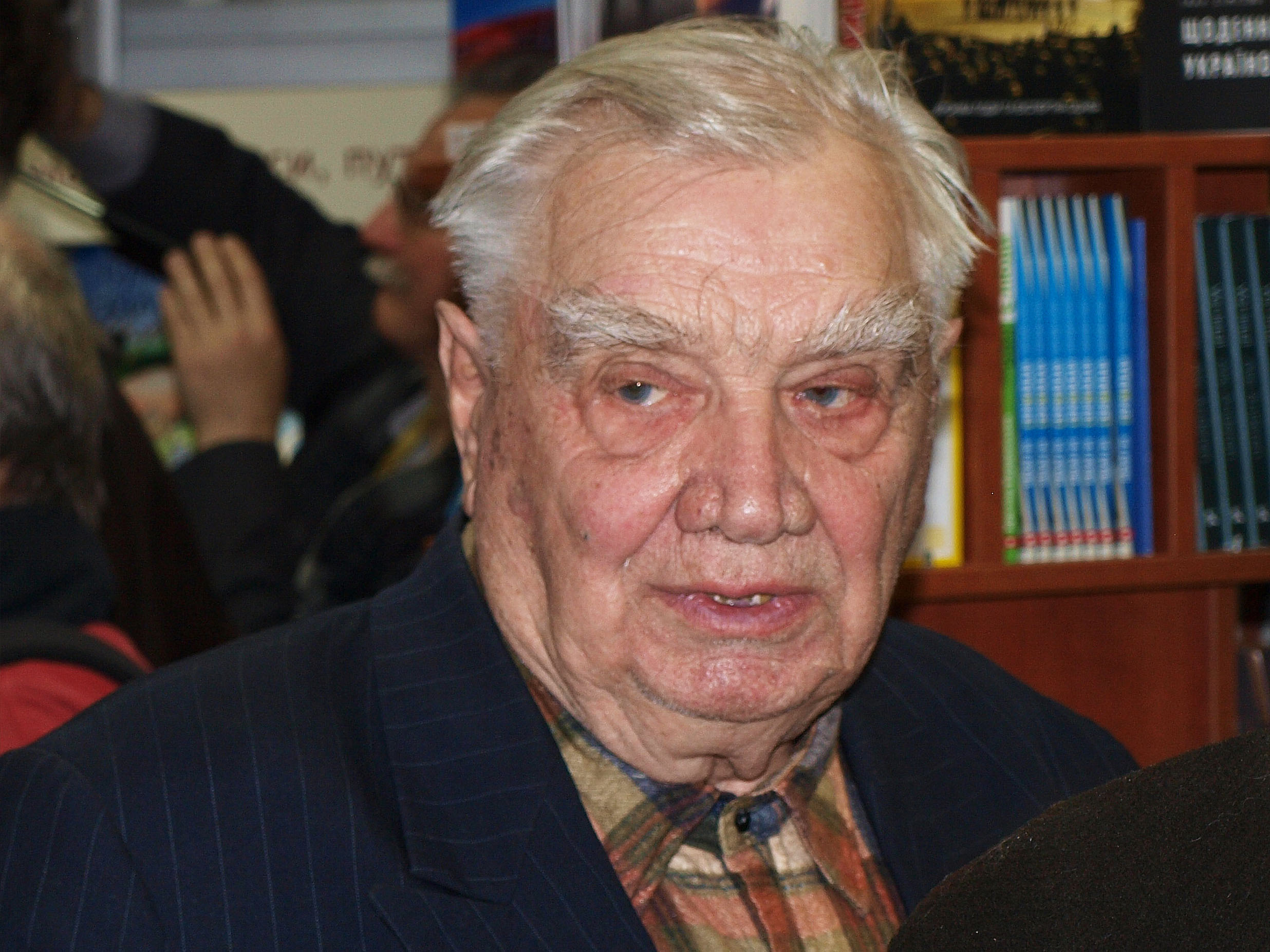
Юрий Мушкетик

- Адалян, Рубен Мартиросович (89) — советский и армянский художник, народный художник Армянской ССР (1990)[334].
- Аинса, Фернандо (81) — уругвайский и испанский писатель[335].
- Артемьев, Сергей Михайлович (72) — советский и российский художник и архитектор[336].
- Дин, Джон Гюнтер (93) — американский дипломат, Посол США в Камбодже (1974—1975), в Дании (1975—1978), В Ливане (1978—1981), В Таиланде (1981—1985), в Индии (1985—1988)[337].
- Доктор Джон (77) — американский музыкант, шестикратный обладатель премий Грэмми[338].
- Каллахан, Джоан (72—73) — американский философ[339].
- Кузнецов, Александр Константинович (59) — советский, российский и американский киноактёр[340].
- Мушкетик, Юрий Михайлович (90) — советский и украинский писатель, Герой Украины (2009)[341].
- Пыляк, Болеслав (97) — польский католический прелат, архиепископ Люблина (1975—1997)[342].
- Саджад, Энвер (84) — пакистанский драматург и писатель-фантаст[343].
- Смирнов, Валерий Александрович (76) — советский и эстонский художник[344].
- Танабэ, Сэйко (91) — японская писательница, лауреат премии имени Рюноскэ Акутагавы (1963), литературной премия «Ёмиури», премии Асахи[345].
- Томсон, Гарри (85) — малавийский политический и государственный деятель, министр торговли и промышленности[346].
- Хьюит, Шон (83) — канадский актёр[347].
- Шелл, Карл (91) — швейцарский актёр, брат Максимилиана и Марии Шелл[348].

## 5 июня

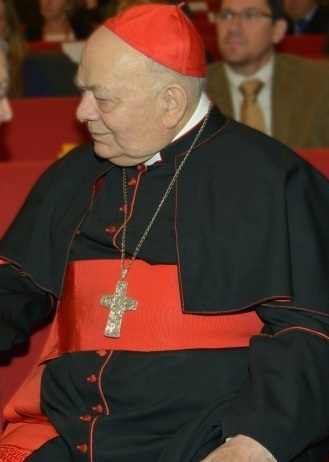
Элио Сгречча

- Агроскин, Анатолий Рафаилович (62) — советский и российский актёр театра Глагол (1977—2019) и кино[349].
- Ахмедов, Джонрид Назирович (85-86) — советский и российский историк и культуролог, доктор исторических наук, профессор[350].
- Гибб, Эллен (114) — канадская долгожительница[351].
- Ихлов, Евгений Витальевич (60) — российский правозащитник и публицист, диссидент[352].
- Карвецкий, Ян (70) — польский футболист, выступавший за национальную сборную[353].
- Контрактор, Диньяр (79) — индийский актёр[354][355].
- Мексепер, Фридрих (82) — немецкий художник[356].
- Роган(-Рошфор), Альберт (83) — австрийский дипломат, посол Австрии в Аргентине, Уругвае и Парагвае[357].
- Сгречча, Элио (90) — итальянский кардинал, президент Папской академии жизни (2005—2008)[358].
- Усанов, Дмитрий Александрович (75) — советский и российский физик, заведующий кафедрой физики твёрдого тела Саратовского государственного университета, заслуженный деятель науки Российской Федерации (1998)[359].
- Ядрешич, Алехандро (62) — чилийский инженер и государственный деятель, министр энергетики (1994—1998)[360].

## 4 июня

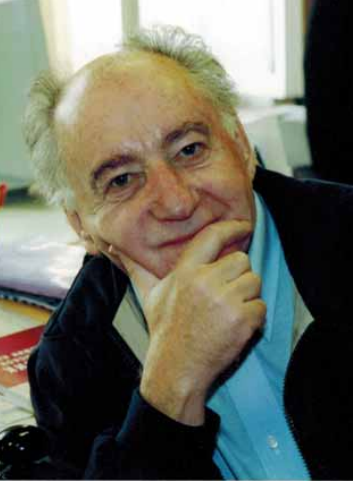
Юрий Каган

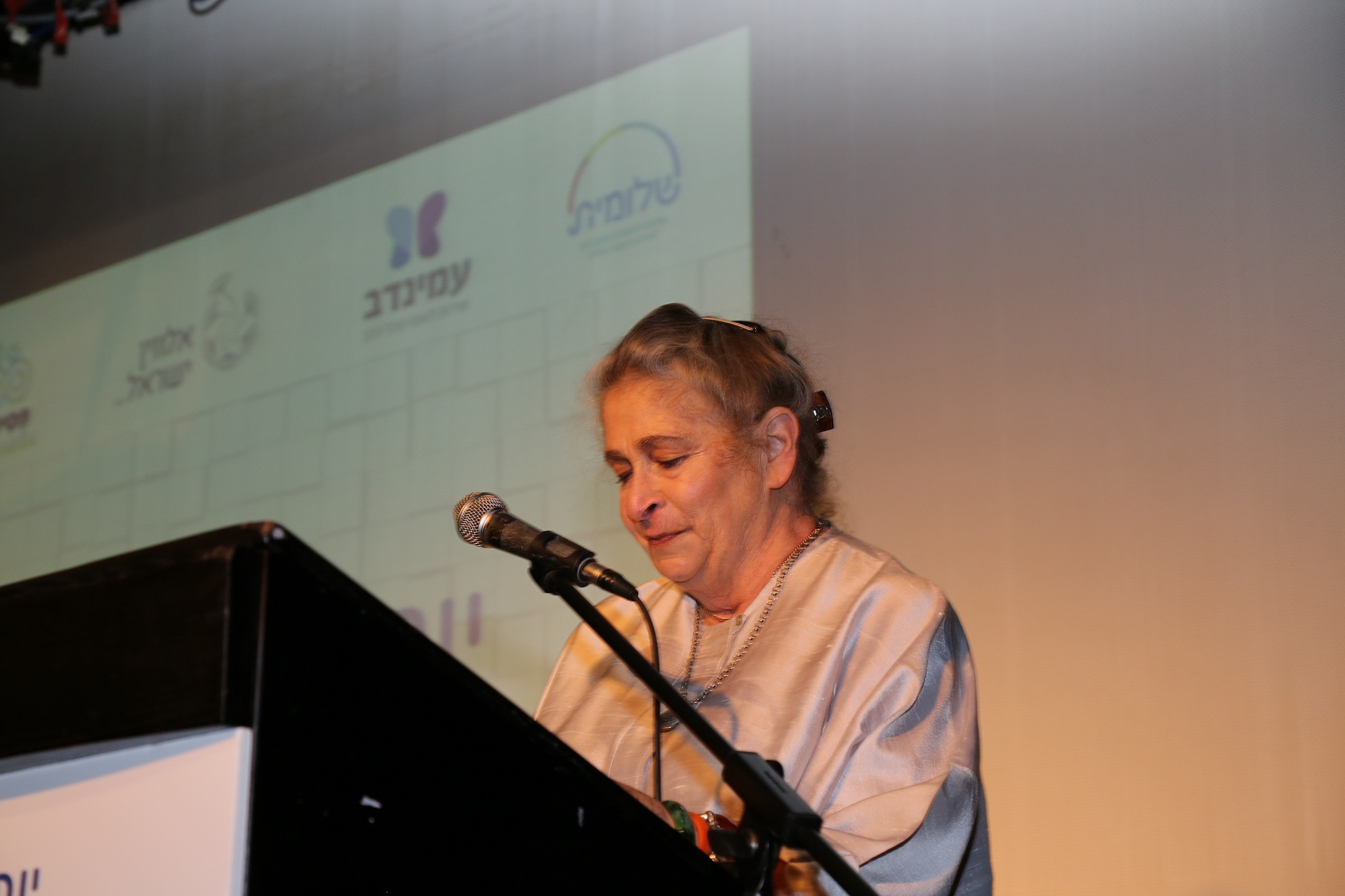
Нехама Ривлин

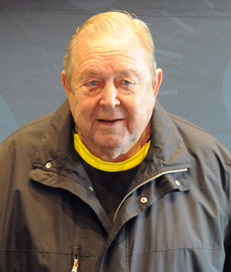
Леннарт Юханссон

- Барышников, Николай Павлович (73) — российский государственный деятель, председатель Тюменской областной Думы (1994—1998)[361].
- Бен Мустафа, Закария (93) — тунисский политический деятель, мэр города Туниса (1980—1986), министр культуры Туниса (1986—1990)[362].
- Вахтель, Владимир Иванович (71) — советский и российский тренер по вольной борьбе, заслуженный тренер Российской Федерации, мастер спорта СССР[363].
- Габор, Билли (97) — американский баскетболист[364].
- Евров, Николай (82) — болгарский пианист[365].
- Исидзака, Тэруко (92) — японский иммунолог[366].
- Каган, Юрий Моисеевич (90) — советский и российский физик, академик РАН (1991; академик АН СССР с 1984)[367].
- Лебедев, Сергей Борисович (87) — советский и молдавский архитектор, доктор архитектуры, главный архитектор Кишинёва (1970—1986)[368].
- Лесли, Лори (84) — шотландский футболист, выступавший за национальную сборную[369].
- Нефф, Джон (87) — американский инвестор[370].
- Оверстрит, Джо (85) — американский художник[371].
- Ривлин, Нехама (73) — первая леди Израиля, супруга Реувена Ривлина[372].
- Родионов, Геннадий Николаевич (78) — советский и российский театральный актёр, артист Ульяновского драматического театра имени Ивана Гончарова (с 1971), заслуженный работник культуры Российской Федерации (1999)[373].
- Тилебалиев, Акынбек Казыбекович (66) — киргизский судья и государственный деятель, председатель Верховного суда Кыргызской Республики (1998—2000)[374].
- Херд, Робин (80) — британский инженер, дизайнер и бизнесмен, сооснователь March Engineering[375].
- Швейкин, Геннадий Петрович (92) — советский и российский химик-неорганик, академик РАН (1991; академик АН СССР с 1987)[376][377].
- Юханссон, Леннарт (89) — шведский футбольный функционер, президент УЕФА (1990—2007)[378].

## 3 июня

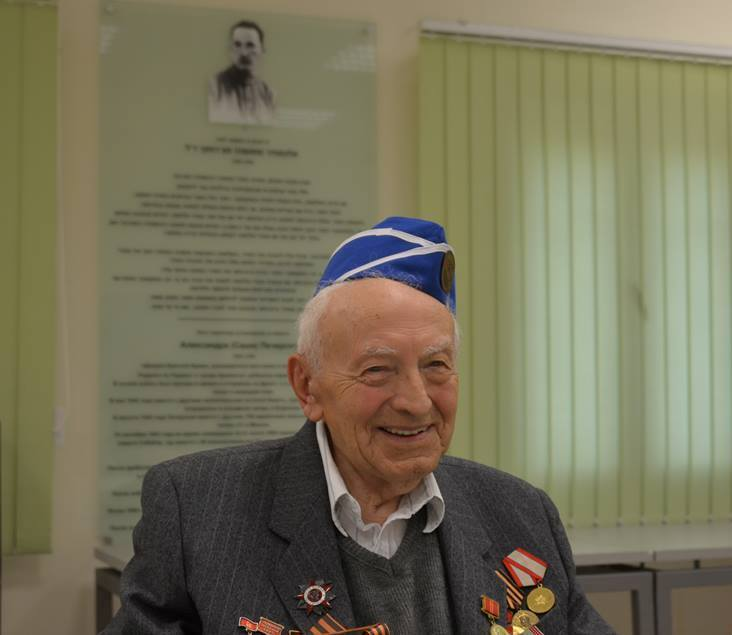
Семён Розенфельд

- Александрова, Юлия Васильевна (84) — советский и российский химик и поэтесса[379].
- Барреда Хара, Хавьер (52) — перуанский государственный деятель, министр труда и занятости (2018)[380].
- Бергланд, Дэвид (83) — американский политический деятель, председатель Либертарианского национального комитета (1977—1981, 1998—2000)[381].
- Беса-Луиш, Агуштина (96) — португальская писательница[382].
- Врублевский, Станислав (59) — польский спортсмен по классической борьбе, участник летних Олимпийских игр в Москве (1980)[383].
- Гарсия Принц, Евангелина (84) — активистка феминистского движения Венесуэлы, сенатор (1988—1991), (1994—1996)[384].
- Горевой, Владимир Эмильевич (74) — советский и российский скульптор, заслуженный художник РСФСР (1983), академик РАХ (2002)[385].
- Дарроу, Пол (78) — британский актёр[386].
- Еркович, Юрица (69) — хорватский футболист, чемпион Югославии (1971, 1974, 1975)[387].
- Крафт, Ян (81) — британский врач и пионер лечения бесплодия[388].
- Луканин, Владимир Васильевич (77) — российский зоолог и эколог, доктор биологических наук (1990), профессор ПетрГУ[389].
- Розенфельд, Семён Моисеевич (96) — красноармеец, узник лагеря смерти Собибор, участник восстания 14 октября 1943 года[390]..
- Серебряков, Валерий Алексеевич (79) — советский и российский артист цирка, заслуженный артист РСФСР (1980)[391].
- Симбрес, Паулу (86) — бразильский архитектор[392].
- Тайгерман, Стэнли (88) — американский архитектор[393].
- Гуха Такурта, Рума (84) — индийская актриса и певица[394].
- Тан Динъюань (99) — китайский физик, действительный член Китайской академии наук (1991)[395].
- Тереи, Янош (48) — венгерский писатель, поэт, драматург, переводчик[396].
- Фаббри, Фабрицио (70) — итальянский шоссейный велогонщик[397].
- Фисяк, Яцек (83) — польский филолог, действительный член Польской академии наук (2010)[398].
- Франсуа, Ги (71) — гаитянский футболист, участник чемпионата мира (1974)[399].
- Штейнберг, Леонид Данилович (72) — российский предприниматель, генеральный директор компании «Кама-Тракс» (с 1991 года)[400].
- Юрахно, Михаил Владимирович (81) — советский и украинский зоолог и детский писатель, доктор биологических наук (1991), профессор (1992)[401].

## 2 июня

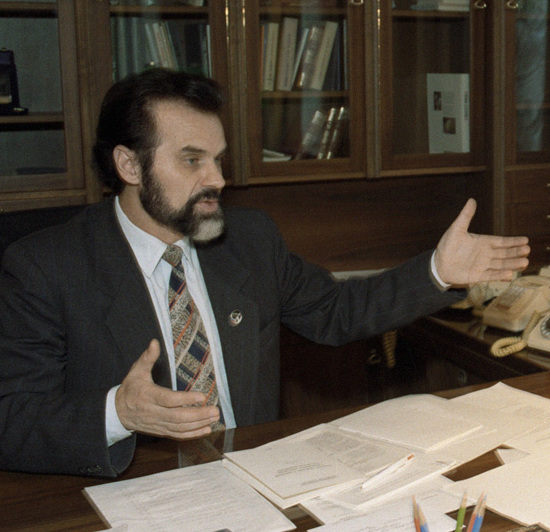
Алексей Казанник

- Беллон, Янник (95) — французский кинорежиссёр, сценарист и продюсер[402].
- Бискарди, Луиджи (90) — итальянский государственный деятель, мэр Ларино (1956—1960), сенатор (1992—2001)[403].
- Браунинг, Элистер (65) — новозеландский актёр[404].
- Галеев, Рустэм Мидхатович (60) — советский и российский театральный режиссёр, режиссёр Башкирского государственного академического театра оперы и балета[405].
- Гармаев, Василий Бихоевич (79) — советский и российский тренер и арбитр по вольной борьбе, мастер спорта СССР[406].
- Диегис, Флора (32) — бразильская актриса[407].
- Ишгюзар, Хильми (90?) — турецкий политик, министр социальной защиты (1978-79), член Великого национального собрания (1965—1969, 1977—1980)[408].
- Казанник, Алексей Иванович (77) — советский и российский юрист и государственный деятель, генеральный прокурор Российской Федерации (1993—1994), государственный советник юстиции 1 класса (1993)[409].
- Ли Чжаоцзи (69) — гонконгский актёр[410].
- Линч, Генри (91) — американский врач-онколог, пионер наследственного обнаружения и профилактики рака[411].
- Луизиньо Лемос (67) — бразильский футболист, нападающий[412].
- Любке, Вальтер (65) — немецкий коммунальный политик, ставший жертвой националистов[413].
- Мащенко, Иван Гаврилович (80) — советский и украинский тележурналист[414].
- Мэтьюз, Кеннет (84) — британский легкоатлет, чемпион летних Олимпийских игр в Токио (1964), чемпион Европы (1962)[415].
- Норт, Лоуэлл (89) — американский яхтсмен, чемпион летних Олимпийских игр в Мехико (1968)[416].
- Нутт, Март (57) — эстонский политический деятель и историк[417].
- О’Мэлли, Бинго (86) — американский актёр[418].
- Паровский, Мачей (72) — польский писатель и журналист[419].
- Роллинсон, Алан (76) — британский автогонщик[420].
- Суфи, Махмуд (47) — катарский футболист[421].
- Фрейзер, Дональд (95) — американский государственный деятель, член Палаты представителей США (1963—1979), мэр Миннеаполиса (1980—1994)[422].
- Хьюз, Барри (81) — валлийский футбольный тренер[423].
- Чорба, Ярослав (77) — словацкий драматург и телесценарист[424].

## 1 июня

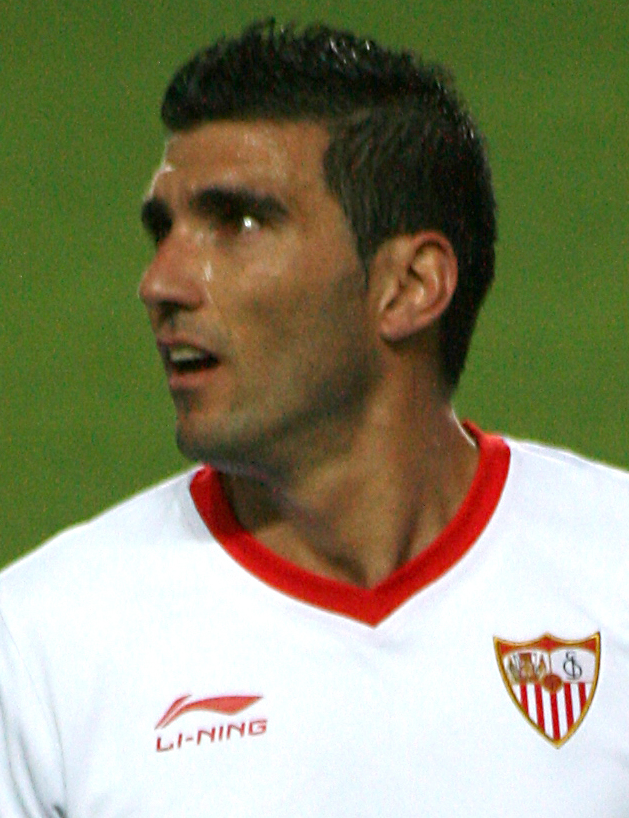
Хосе Рейес

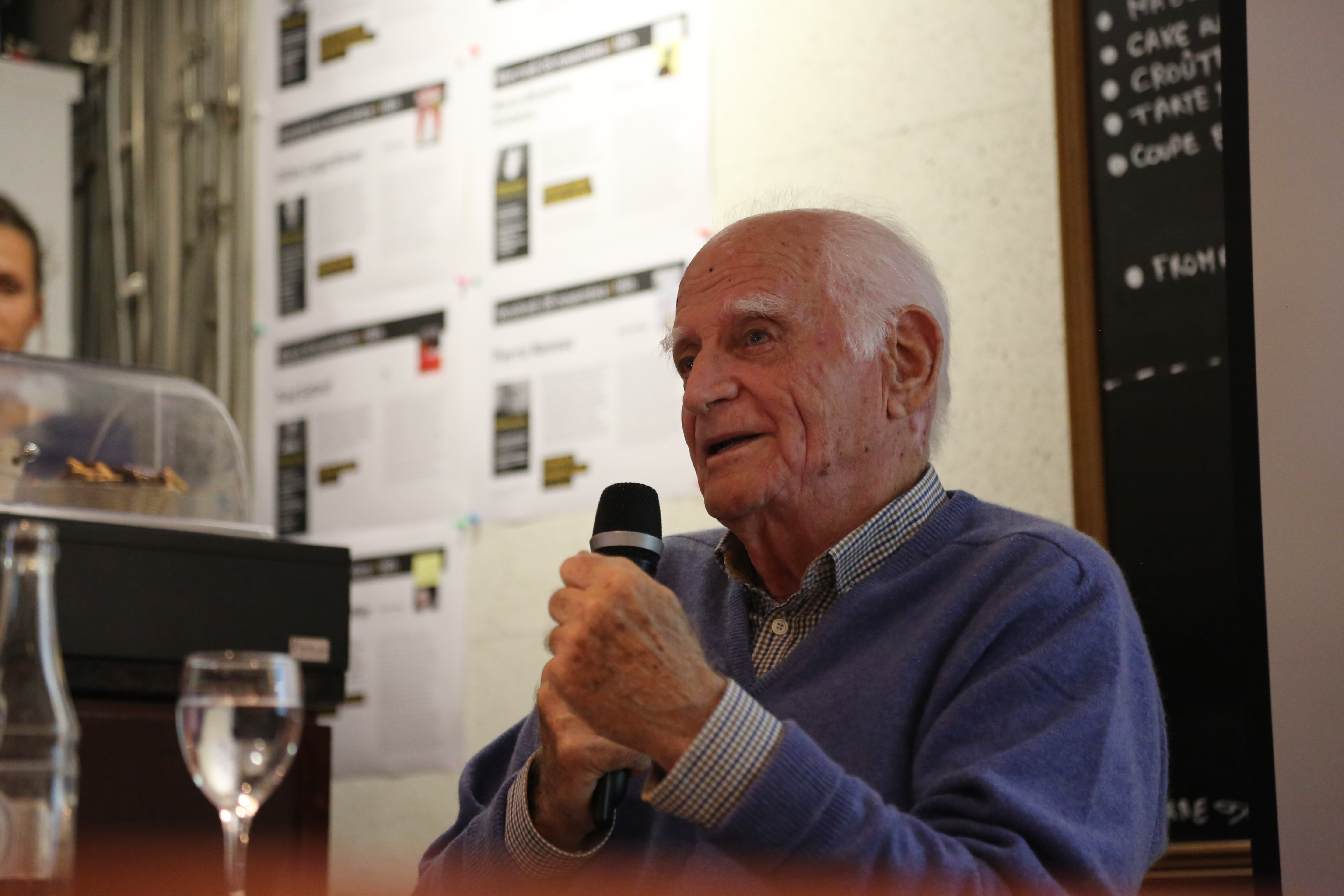
Мишель Серр

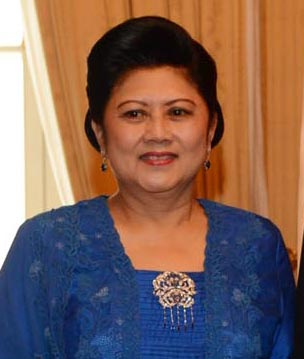
Ани Юдойоно

- Биллопс, Камилла (85) — американский скульптор и кинорежиссёр[425].
- Де Вейвер, Фонс ван (66) — нидерландский психолог[426].
- Волощук, Георгий Иванович (68) — советский и украинский тренер по академической гребле, заслуженный работник физической культуры и спорта Украины[427].
- Динев, Никола (66) — болгарский спортсмен по классической борьбе, двукратный чемпион мира (1977 и 1982), пятикратный чемпион Европы[428].
- Золотухин, Борис Иванович (81) — советский военачальник, начальник ДВВПУ (1989—1991), генерал-майор[429].
- Иванов, Василий Васильевич (66) — российский литературовед, доктор филологических наук (2004), профессор[430].
- Клявиньш, Андрис (81) — советский мотогонщик, чемпион СССР (1965, 1969)[431].
- Красовский, Игорь Афанасьевич — советский, российский и украинский кинорежиссёр и кинооператор[432].
- Ли Шэньцзин (79) — малайзийский бизнесмен[433].
- Майерс, Джон (60) — один из руководителей британского радио[434].
- Матвеев, Геннадий Васильевич (73) — советский и российский актёр, заслуженный артист Российской Федерации (1999)[435].
- Маттингли, Кристобель (87) — австралийская писательница[436].
- Нкомо, Сибонгиле Джудит (63) — южноафриканский политический деятель, генеральный секретарь Партии свободы Инката, депутат парламента[437].
- Рейес, Хосе Антонио (35) — испанский футболист, выступавший за национальную сборную; ДТП[438].
- Сенюк, Ольга Дмитриевна (90) — украинский переводчик[439].
- Серр, Мишель (88) — французский философ и писатель, член Французской академии (1990)[440].
- Тер-Азарян, Григорий Иосифович (67) — армянский изобретатель, доктор технических наук[441].
- Триандис, Гарри (92) — американский психолог, пионер межкультурной психологии[442].
- Уолкер, Аласдер (62) — британский врач и старший офицер Королевского флота, генеральный хирург британских вооруженных сил (2015—2018)[443].
- Ани Юдойоно (66) — индонезийский политический и общественный деятель, первая леди Индонезии (2004—2014), супруга Сусило Бамбанга Юдойоно[444].